# ガメラ
ガメラは、大映（現：KADOKAWA）が1965年に公開した怪獣映画『大怪獣ガメラ』にて初登場した架空の怪獣の名称である。
『大怪獣ガメラ』以降も続編、およびガメラの登場する映画作品が継続的に製作されており、これら全作品を総称して「ガメラシリーズ」と呼ぶ。本項ではシリーズ全般、およびキャラクターとしてのガメラを解説する。
後述の通り、同じく大映初の著名なキャラクターである「大魔神」も当初はガメラシリーズの敵として構想されていたり、「第一次怪獣ブーム」や「妖怪ブーム」の形成に貢献したり、「シネミス・ガメラ」や「ガメラバエナ（英語版）」や同名のアルゴリズムおよび関連プロジェクトなどの命名の由来になっているなど世界的に文化面等に影響を与えてきた側面があり、「怪獣映画」というジャンルや特撮界全体にも多大な影響を与え、多数の作品や事象の名称などにガメラへのオマージュなどが存在し、数々の著名人や彼らの作品も影響を受けており、日本映画の代表の一角として認識され、調布市の文化発信にも応用されている。
また、11月27日は『大怪獣ガメラ』の公開日であるため、「ガメラの日」と称される場合がある。

## シリーズの概要
カメ特有のユーモラスなデザインや飛行能力、人間と親和性の高いヒロイックな性格など独特の個性を持ち、東宝怪獣と共に日本の怪獣映画界の代表的なキャラクターとして広く浸透しており、多数の作品群にオマージュが存在する他、大映自身の「大魔神シリーズ」や「妖怪シリーズ」等だけでなく、「ゴジラシリーズ」や「ウルトラシリーズ」、「仮面ライダーシリーズ」、「デジモンシリーズ」、『大怪獣ヨンガリ』などの多数の作品群の展開や特撮界全体にも影響を与えてきたとされ、ガメラシリーズの成功によって（永田雅一自身が主導した「六社協定」の影響で他社が東宝の成功を安易に追従できない状況が変化して）他社の同ジャンルへの参入を促して「第一次怪獣ブーム」となり、これが後の「第二次怪獣ブーム」と、ガメラシリーズの影響を受けて加速した「妖怪ブーム」の礎となった。
本シリーズは「倒産以前の旧大映時代」「再建して徳間グループに入っていた大映が製作した時代」「角川グループに入った大映が商号変更した角川ヘラルド - 角川映画時代」の3つに区分することができる。本シリーズの代表的な敵怪獣としてはギャオスが知られる。
大映はシリーズの第1作目である『大怪獣ガメラ』の制作時にすでに経営上の窮地に陥っていたが、本シリーズの成功によって大映の経営状況が改善して「大魔神シリーズ」と「妖怪シリーズ」なども発足し、本シリーズが実質的に大映や関連する各下請けスタジオを1971年の倒産まで支えていた。しかし、2度にわたって権利会社が変更になったことに加え、付随する直接的・間接的な要因などの経済的な理由などによって本シリーズを含む大映作品は大打撃を受けており、大映の看板特撮フランチャイズは続編や新作の企画が度重なって中止になり、「大魔神」は予算の面から本格的な復活が難しく、「ガメラシリーズ」も「妖怪シリーズ」も『ガメラ対深海怪獣ジグラ』がダイニチ映配提供となって以降はすべて他社配給や定額制動画配信サービスによる配信という供給手段を取っている。この問題は倒産後に限られておらず、大映の経営状況と大映作品の収益の悪化をもたらした原因の一つが興行網の脆弱さだった。「映画界の父」とも呼ばれたガメラの生みの親の一人である永田雅一であったが、皮肉にも大映の低迷を招いた永田のワンマン体制は永田自身の数々の功績の結果として加速した側面があり（永田雅一#大映社長としてを参照）、この興行網という弱点も永田のワンマン志向に影響を受けている。また、雅一の息子であり本シリーズにも関与してきた永田秀雅（英語版）の経営手腕も会社の窮地を救済する程のものではなく、生前の湯浅憲明は秀雅を「（会社を運営していくには）芸術的すぎる」と評していた。
また、本シリーズは大映の倒産以前から「ゴジラシリーズ」との競合を避けようとしてきたが、倒産以降は新作の製作自体にもその傾向が見られ、（『ガメラ3D』が前身の企画の一つである『モンスター・ヴァース』も含めた）「ゴジラシリーズ」の動向が「ガメラシリーズ」の製作本数の少なさや諸企画の中止も含めた休眠に影響を与えてきた可能性がある。また、徳間書店時代には社長の徳間康快が存命中にゴジラとのクロスオーバーへの意向を表明・東宝に打診したり、後述の通り2002年にはKADOKAWAからも東宝へとクロスオーバーが提案されたが、結局は実現せず代わりに制作された『小さき勇者たち〜ガメラ〜』では敵怪獣のジーダスに東宝のゴジラやトライスター ピクチャーズのゴジラやジラースを含む東宝系統の怪獣を意識した意匠が込められた。一方で、本シリーズは「ゴジラシリーズ」との「共存」を目指して出発したこともあり、村瀬継蔵を筆頭に両シリーズが製作面において関係者を共有してきたことも多く、平成三部作はゴジラシリーズよりも大幅に配給規模が小さい「洋画系」ではあったが東宝によって配給されており、東宝側から見ても本シリーズは決して「敵対」するようなライバルではないとされる。
その他にも、徳間書店時代の「平成ガメラ三部作」は日本特撮の最高峰と見なされるなど社会的にも高い評価を受け、特撮ファンからの人気も高く、特撮界全体への影響力も大きいとされる一方で、関係者の嗜好ゆえの昭和シリーズと乖離した方向性とガメラのキャラクター性と描写や子供の観客層への影響には関係者の間でも第一作目の『ガメラ 大怪獣空中決戦』の製作段階の時点から企画の中止または監督である金子修介の降板も検討されたほどに賛否両論が激しく、同社の経営難と三部作の興行成績、『ガメラ3 邪神覚醒』における破壊描写が原因で結果的に打ち切りとなった。そして、角川グループによる『小さき勇者たち〜ガメラ〜』は（平成三部作の人気の高さや続編を求める声、異なる方針のリブートにするリスクを制作側が把握した上で）シリーズの方向性を修正する意図で制作されたが、平成三部作の方向性を望んだ客層から受け入れられずに興行的に失敗し、その後の「ガメラシリーズ」および「大魔神シリーズ」の展開に大きな悪影響を及ぼした。また、長年の休眠の末に制作された『GAMERA -Rebirth-』でも「ガメラによる人的被害の回避」が制作方針の一つとして重視されている。なお、三部作の脚本を務めた伊藤和典も「ゴジラシリーズ」を好んで昭和ガメラシリーズを好まない部分があり、平成3部作の製作面でガメラ像や作風を巡った意見の相違を経験した一方で、2015年の50周年記念映像への感想として平成3部作の呪縛からの脱却を提言している。
結果的に本シリーズは7～17年間に渡る休眠を4度経ており、複数回の打ち切りや続編や新作のキャンセルなどに直面してきた。長期の休眠だけでなく予算の都合から新作の宣伝費やマーケティング自体も限定されるために（「亀」がモデル故の好ましくない評価やゴジラの模倣や人類の敵であるなどの誤解も含めて）知名度の低下の加速や、限定されたメディアからの注目度や関連書籍の売上などによる興行成績への二次的な悪影響を受ける側面もある。計12作存在する劇場作品において、それらの中の一作も経済的・スケジュール的な理由および大映の倒産時の騒動から完全な新規作品ではなくて過去作のストック・フッテージに依存している。

### ガメラの誕生秘話
ガメラの厳密な原案者に関しては湯浅憲明・高橋二三・築地米三郎・斉藤米二郎の間でも意見の相違が存在し、彼らによればオリジナルのアイディアを生み出したのは高橋とも永田雅一とも永田秀雅（英語版）ともとあるホステスの噂話ともされている。
永田雅一がアメリカ合衆国に向かう飛行機から見下ろした島または島の上に浮かぶ雲の形状が亀または亀の甲羅に似ていたことにインスピレーションを受けた、または飛行する亀の「幻影」を見たことがきっかけで「大映の怪獣は空を飛ぶ亀をモチーフにする」事に決定されたという逸話がある。一方で、当初は（永田雅一が主導した「六社協定」の影響もあって）現在のガメラの様な「怪獣らしいキャラクター」の創造が目指されていたわけではなく、最初に『大海魔ダゴラ』というタコの怪獣映画が企画され、その後に撮影こそされたが諸事情で製作中止となった『大群獣ネズラ』を経て、永田のアイディアを受けて斉藤米二郎と高橋二三によって考案された「火喰いガメ 東京を襲う」が『大怪獣ガメラ』の原案になったとされる。一方で、生前の湯浅憲明は高橋二三がガメラの原案者だと思っており、ガメラの名付け親も高橋だと認識していた。
また、別の説として大映の撮影所の近所のとある神社の池に女性の参拝客が訪れる時に限って姿を現すことから「スケベガメ」と呼ばれたカメがいたため、大映の関係者の間ではこのカメがガメラのモデルになったという噂や、このためにガメラは「当初は子供ではなくて女性の味方と予定されていた」という噂も存在したとされる。また、斉藤米二郎の証言でも「長崎県の海水浴場に現れる、回転しながら女性に接近するスケベなカメ」が紹介されており、とあるホステスから紹介されたこの与太話がガメラのモデルとなり、制作に影響を与えたともしている。
ガメラの名前を決めたのは（上述の通り湯浅は高橋だと思っていたが）永田雅一である。看板怪獣の名前を「火食い亀」にするわけにもいかず、永田がゴジラに対抗して「ガメラ」と名付けたが、他の面々はゴジラとの名前の類似性が強いことから反対した一方で、他に妙案もなかったので、社長である永田に反対することもできずに決定となった。
なお、大映は1952年と1954年に、『ゴジラ』および「怪獣映画」というジャンルに多大な影響を与えることになった『キング・コング』と『原子怪獣現わる』の国内配給も行っており、前者のリバイバル上映は戦後の日本における最初のモンスター映画の国内配給であった。本シリーズの出発点である『大怪獣ガメラ』には、『キング・コング』および『原子怪獣現わる』とのプロットやキャラクター上の類似点が見られる。
ガメラを子供の味方にする方針には永田雅一の意向が反映された一方で、ガメラの性格と子供達との関係性、および子供向けの作風には湯浅の自身の戦争に纏わる経験や永田秀雅（英語版）の願いなども影響しており、戦争の恐怖を象徴するゴジラとは異なり、ガメラは戦後の復興と希望を象徴している。後述の通り、冷戦は「ガメラシリーズ」と「ゴジラシリーズ」の両方に影響を与えており、ゴジラと同様にガメラも「水爆」との関連性を持つが、あくまでもガメラが現代に出現するためのきっかけに過ぎず、「ゴジラシリーズ」とは異なり人類の負の面を象徴するための要素ではないとされる。
また、『大怪獣ガメラ』はそれまでの様々な混乱もあって企画段階から会社内での評価は決して芳しくなく、諸事情によって「（誰もやりたがらなかったために）たらい回しの末に湯浅憲明に押し付けられた」「これがきっかけで湯浅のキャリアが台無しになる」とさえ言われていた。湯浅自身も高評価を得る事は最初から半ば諦めており、実際に完成した作品の社内試写でも評価は決して優れていなかったが、肝心の永田雅一が本作を好んで高評価を示し、（永田のワンマン体制ゆえに）永田に同調するためか他の関係者も一転して本作を評価し始め、実際に本作は（湯浅自身もなぜ成功したのかわからないと評しているが）予想外の成功を収めて大映の経済的窮地を改善し、その後に1971年の倒産まで会社を支えることになった「ガメラシリーズ」が出発した。

### ピー・プロダクションとの関係
上述の通り、ガメラの発案者に関しては諸説があるが、一方でピー・プロダクションの創設者であり円谷英二に師事したうしおそうじ（鷺巣富雄）がガメラの原案を生んだという説も存在し、1962年の企画「STOPシリーズ」のデモフィルム用に作成した「火炎を噴出して飛行する巨大な亀」がガメラのモデルになったという逸話があるが、うしおと同様に円谷に師事して後に『大群獣ネズラ』と『大怪獣ガメラ』に携わった築地米三郎はこれを否定して永田秀雅（英語版）のアイディアだとしている。また、井上章は『大怪獣ガメラ』の制作時に約50ものガメラのコンセプトデザインを制作しており、それらの中には「手足がなくムカデの様に地面を這って進む」などの完成版からは大幅に異なる物も含まれていた。
一方で、うしお自身が大映作品群と関わってきただけでなく、大映とピー・プロダクションは以降も人材面において互いに関与してきた。ガメラシリーズや他の大映特撮の関係者も、ピー・プロダクションが1968年に窮地に立たされて自力で特撮作品を作れなくなる以前から同社の作品群に協力し、1968年以降も大映の関係者によるピープロ側への参加は続き、後年にはうしおの息子であり現社長である鷺巣詩郎も含めたピープロ側の関係者がガメラシリーズや大映系作品に参加する事例も増えた。
ピー・プロダクションの発起人には大映出身であり、やはり円谷との交流があった高山良策と渡辺善夫も含まれており、小嶋伸介や田賀保など『大群獣ネズラ』の失敗とそれによる混乱に際して（既に経営状況が貧弱だった）大映を見限ってピー・プロダクションに移籍した者も複数いた。一方で、田賀保は後に湯浅や菊池などのガメラシリーズの関係者と共に大映テレビ系の作品や、大映の倒産後ではあるが『宇宙怪獣ガメラ』に携わっている。

### 海外での評価
「ガメラシリーズ」は「ゴジラシリーズ」と共に海外で人気を博してきた一方で、とくに国外市場では知名度の格差もあって本シリーズは「ゴジラシリーズ」と比較されて低評価されてきた側面があり、本シリーズが「ゴジラシリーズ」や「ウルトラシリーズ」などに与えてきた影響については注目されることが少なく、「ゴジラの模倣」という誤解を筆頭に頻繁に批判の対象になってきた。
上記の通り、昭和期の本シリーズは経済的な背景からビデオの配給において「ゴジラシリーズ」との競合を避けるために対象市場を変更しており、配給やマーケティング自体も限定されてきた。アメリカ合衆国でガメラ作品が劇場公開されたのは1966年に配給された『大怪獣ガメラ』のみであり、以降は土曜日の午後の子供向け番組枠を中心にテレビ放送されるに止まった。一方で「ゴジラシリーズ」は常に劇場で公開され続けて映画雑誌でも特集を組まれるなど注目を集めるなど対照的な展開規模であり、経済的な背景によって製作面が限定されてきた昭和のガメラ作品への「安っぽい」という評価が加速した。これに加え、映画作品の描写にツッコミなどを入れながら解説する人気番組『Mystery Science Theater 3000』で昭和のガメラ作品が取り上げられてきたことで海外における「ガメラシリーズ」への印象が定着し、海外において本シリーズは揶揄の対象とされる風潮が形成されたとされている。
なお、平成3部作にも「アメリカでは平成3部作の人気がない」という誤解がとくに日本国内で存在していたが、実際にはロジャー・イーバートによる評論や「モンスター・ヴァース」への影響力など一転して高く評価されており、とくに『ガメラ3 邪神覚醒』は「怪獣芸術映画」としてシリーズでも最高の評価を受け、「子供だましではないSF作品としての芸術性」という点では1954年の『ゴジラ』に次ぐ評価を受けているとされる。

## シリーズの歴史

### 大映時代

#### ガメラ以前
旧大映時代の「ガメラシリーズ」は、東宝製作の「ゴジラシリーズ」の成功に触発された当時の各映画会社がこぞって製作していた怪獣映画作品群の流れを受けて誕生したが、ガメラの考案者の一人である永田雅一の主導の下で大映は以前から（永田とウォルト・ディズニーの親交もあって）ディズニー作品などの海外作品の配給や新規の市場開拓を目指しており、特撮系作品への注力を行った。それらの中には、戦後の日本における最初期のSF特撮作品とされる1949年の『虹男』と『透明人間現わる』の制作や、日本最初の特撮カラー作品である『宇宙人東京に現わる』、大映による初の巨大生物を描いた特撮作品の『鯨神』など、大映自身による特撮系作品のプロダクションがあった。
また、海外作品の配給としては、1952年の戦後の日本初のモンスター映画の国内配給であり『ゴジラ』や怪獣映画というジャンル全体への影響でも知られる『キング・コング』と後続の1954年配給の『原子怪獣現わる』も含まれており、後の「ガメラシリーズ」も両作品からの影響を受ける事となった。
『虹男』と『透明人間現わる』の制作に携わっていて永田とは1930年代初頭からの交流があった円谷英二や有川貞昌や荒木秀三郎は（公職追放や東宝争議などのためにに東宝を退職していたため）大映に入社しようとしていたが断念している。この三名は後の「ゴジラシリーズ」や「ウルトラシリーズ」などに携わっており、特に円谷は「特撮の神様」と呼ばれることになる。円谷本人は「ガメラシリーズ」に携わることはなかったものの、円谷の仕事仲間や弟子や東宝や「ゴジラシリーズ」の関係者は後に本シリーズおよび関連性のある大映作品群との関わりを有することになり、湯浅憲明を含む昭和の「ガメラシリーズ」や大映特撮作品の関係者が「ゴジラシリーズ」や「ウルトラシリーズ」などの円谷系作品群に関わる様にもなった。伊福部昭も「ガメラシリーズ」自体には参加しなかったが『鯨神』や『大魔神』への参加を行い、伊福部の門下には山内正もいる（ガメラマーチも参照）。
1953年に永田雅一の主導により「六社協定」が締結し、それまで複数の大映作品に携わってきた円谷英二の大映作品への参加もなくなり、上述の通り円谷と有川貞昌や荒木秀三郎は大映への入社を断念した。
この「六社協定」の影響により、当時の主要な映画会社の間で関係者や技術などの共有が制限されて違反した場合には罰金が発生するため、他社が東宝の「ゴジラシリーズ」の成功を安易に追従することができない状況にあった。騒動になりかけた一例として、日本電波映画による1968年のテレビドラマの『アゴン』が存在しており、ゴジラとの類似性によって東宝がクレームをつけたが、関沢新一と大橋史典の関与が判明したために取り下げたことがある。怪獣アゴンは大橋自身による『マグマ大使』に登場した怪獣アロンとの類似性が見られ、『アゴン』と『マグマ大使』には（湯浅憲明と同門で『ガメラマーチ』の影響を受けている）関沢と（『鯨神』などに携わってきた）大橋や（上述の通りガメラの考案者の可能性も指摘されている）うしおそうじも含めて「ガメラシリーズ」や「大魔神シリーズ」や『鯨神』等の大映特撮との関わりを持つメンバーが関与している。
永田自身が主導した「六社協定」によって大映自身も東宝系の特撮技術が使えない状況であり、（湯浅憲明も含めたガメラシリーズの関係者も携わりガメラシリーズの前身となった）『大海魔ダゴラ』と『大群獣ネズラ』の撮影に「生きた動物」を使うという方針を取った末に企画が失敗しただけでなく労働争議や組合問題や三上陸男達の健康問題にまで発展し、スタッフの一部は大映を経営状況の危うさもあって見限り、（ガメラの考案者という説もある）うしおそうじと大映の関係者達が発起人であるピー・プロダクションに移籍し、中でも田賀保は大映の倒産後に『宇宙怪獣ガメラ』などの大映系作品に参加した。上述の通り、横川寛人は「ガメラシリーズ」の前身である『大海魔ダゴラ』と『大群獣ネズラ』に纏わる『ネズラ1964』と『ヤツアシ』を制作しており、『ネズラ1964』でもガメラシリーズの関係者と円谷の交流は描かれている。なお、大映は「ガメラシリーズ」の発足後もネズラの造形物をガメラ作品で使用するように何度も要請したが、湯浅はその度に断っていたという。

#### ガメラシリーズの発足

シリーズ初の総天然色作品であり、「大魔神」シリーズの発足にも帰結した『大怪獣決闘 ガメラ対バルゴン』であるが、昭和作品では唯一子供が登場せず、湯浅憲明も監督していない。

第一作目である『大怪獣ガメラ』の製作の時点ですでに大映は経済的な危機に追い込まれており、本シリーズは宣伝費や配給規模も含めた予算面や収益で非常に苦しんだ。『鯨神』と『大怪獣ガメラ』は1956年の日本初のカラー特撮作品である『宇宙人東京に現わる』と異なり白黒であり、制作陣の間でも「所詮はゴジラの二番煎じ」「たらい回しの末に湯浅憲明に放り投げられた」「湯浅自身のキャリアも台無しにするだろう」「安っぽい」「失敗は目に見えている」とさえされていた。しかし、周囲の反応と異なって永田雅一が評価をしただけでなく（永田が高評価を示した途端に他の関係者も一転して続々と同調を示したという）、本作の（湯浅自身も理由を把握できていない）予想外の大ヒットによって大映は多少であるが経済的に持ち直した。これによって、ガメラシリーズだけでなく（ガメラシリーズの影響を受けて発足した）「大魔神」シリーズや「妖怪シリーズ」等もドル箱として機能し始めた。
「ガメラ」および「大魔神」のシリーズ化、および特に「ガメラシリーズ」の成功後に「第一次怪獣ブーム」と呼ばれる特撮作品の急増が見られた要因の一つとして、『大怪獣ガメラ』のヒットによって大映の経営状況が改善されただけでなく、外貨獲得用の映画産業の支援も当時の日本政府による産業振興策の一環であり、怪獣映画の国外市場における需要が見込まれていたことも関係していた。大映時代の配役には『ガメラ対宇宙怪獣バイラス』以降は必ず外国人の少年（およびその家族）が登場し、より子供向けの作風になっただけでなく、主人公である日本人の少年とともに冒険するという特徴がある。これらは外国のバイヤーからの影響によるが、当時の日本政府が（前述の外貨獲得の手段としてだけでなく）景気後退や、円谷の『ウルトラシリーズ』も含めたテレビの隆盛などの影響によって圧迫され低迷していた日本映画界の救済のために作品の海外輸出の増加を見込んで社団法人「映画輸出振興協会」を設立し、前作の『大怪獣空中戦 ガメラ対ギャオス』や『大魔神逆襲』などの大映作品や（円谷英二が関係していた）『大巨獣ガッパ』や『宇宙大怪獣ギララ』などの他社作品群がその融資を受けた事が関係している。この「映画輸出振興協会」の設立も、「政界の黒幕」という異名を持つほどに政界との強い繋がりを持っていた永田雅一の尽力によって実現した側面がある。
方針として、ゴジラシリーズとの競争ではなく共存が念頭にあったとされる。後述の通り、六社協定の影響下にあったこともあって大映は「ガメラシリーズ」には円谷英二の助力をあえて受けなかった一方で、「ガメラシリーズ」や「大魔神」や『鯨神』や「妖怪シリーズ」などの大映特撮作品群には六社協定を超えて、（円谷英二の黙認の下で）村瀬継蔵を筆頭に『ゴジラ』をはじめとする東宝の特撮・怪獣作品に携わってきた面々や円谷の関係者や東宝の元社員などが参加している。ガメラシリーズの制作方針として、六社協定や予算面の事情に左右される中で、技術面や着ぐるみなどの材料の選択などの他にも、ガメラのキャラクター性や作品の方向性などにもゴジラシリーズとの差別化がとくに意識されており、明確に方向性を変えることでガメラとゴジラの両シリーズが愛されるように目指したとされる。なお、ガメラシリーズが子供向けとされる一方で、『大怪獣ガメラ』は冷戦、『大怪獣空中戦 ガメラ対ギャオス』は中央自動車道の建設を巡る政治的な軋轢、『ガメラ対深海怪獣ジグラ』では海洋汚染と海洋生物の搾取をテーマとしている。また、「ゴジラシリーズ」が多大な影響を持つ北米の市場を避けるためにヨーロッパの市場にビデオなどの商品展開を行う際に、欧州のバイヤーからの要望で外国人のキャストの起用が開始されたとされるが、それらのバイヤーは黒人の起用を望まなかったために黒人のキャラクターは昭和のガメラ作品にほとんど登場せず、これが原因で大映側が批判を受けることもあったとされている。
永田雅一の主導によって制定された六社協定の影響で、東宝以外の会社は東宝が確立した特撮の技術などを表立って使うことができない状況にあり、ガメラの直接火炎を吐いたり飛行したり「破壊神ではなく感情を持つ生物」というキャラクター像、造形物の材料、特撮技術の利用方法など大映のガメラシリーズの製作面において大きく影響したとされる。日活や松竹が1967年の『大巨獣ガッパ』や『宇宙大怪獣ギララ』に円谷英二のチームを起用したのに対して、大映だけは（円谷の知人であった大映の関係者が円谷に協力のオファーをする提案もしたが）あえて円谷の力を借りずにそれらよりも先に看板怪獣を製作し、厳しい経営状況と六社協定の条件をクリアするためにゴジラシリーズとの差別化を念頭に置き、怪獣映画の「お約束」である「自衛隊や軍隊や兵器群」や「科学的な考察」の導入をあえて制限し、奇抜ながらも子供が共感を得やすく、子供が活躍し、ガメラと子供の絆がキーポイントとなるという方向性を確立させた。
限られた状況で興行効果を増大させるために「良い映画ではなく当たる映画」としてビジネス的な観点も考慮しながら徹底的に子供向けに仕上げた事で好評を得る事に成功し、ゴジラシリーズやウルトラシリーズや「怪獣映画」というジャンル自体がガメラシリーズから影響を受けるほどにアイコンとしてガメラが確立され、多くのファンを獲得したとされる。しかし、『大怪獣ガメラ』の予想外の成功で大映は一時的に持ち直したものの、『ガメラ対宇宙怪獣バイラス』のころには『大怪獣決闘 ガメラ対バルゴン』の四分の一弱、『大怪獣空中戦 ガメラ対ギャオス』の三分の一弱の予算に減少し、（例外もあるものの）その後も予算は下がり続けたとされる。
なお、大映の経済状況から上記の通り敵怪獣のデザイン（操演に必要な人数を減らすなど）や能力などのアイディアが制限され、たとえば東宝のキングギドラのようなデザインの怪獣は作ることができず、バイラスの却下された能力の一つとしては絵コンテなどに記載されている電撃や飛行などの能力の他、酸性の粘液を敵の体内に注入して攻撃するというものもあり、『ガメラ対大悪獣ギロン』には当初は「モンガ」と呼ばれる怪獣が登場する予定だったが、予算の都合で宇宙ギャオスに変更された。また、予算ゆえにSFXも多用できないために子供向けにもかかわらず残酷な近接戦闘を増やし、都市部の破壊などの場面も減少し、ストーリー上におけるロケーションと話の規模自体が限定されることもあった。また、『ガメラ対深海怪獣ジグラ』では当初に予定されていたガメラとジグラの戦闘シーンの一つも予算とスケジュールの影響で却下されている。
『ガメラ対宇宙怪獣バイラス』以降は十分な宣伝費が確保できないため、そのような状況でも可能な限り注目度を高めるためにバイラス以降の敵怪獣（バイラス・ギロン・ジャイガー・ジグラ）の名前をすべて一般公募にした。ガメラの回転ジェットに関しても、本来は後の「平成ガメラ3部作」の様な高速回転をイメージしていたが、コンピューターがなかったために実現しなかった。一方で、ガメラの飛行方法として回転ジェットではなく両脚からのジェット噴射による飛行方法も経費削減の結果として生まれたとされる。また、大映が独自の特撮路線を歩んだ事で、昭和ガメラによって得られた特撮のノウハウも多いとされるが、後述の通り大映の倒産によってこれらのノウハウは失われたともされている。
なお、本郷功次郎などの大映出身の役者や新人女優のキャリア形成にも「ガメラシリーズ」や「大魔神シリーズ」などの特撮作品群の影響は大きかったが、本郷自身は特撮作品への参加が嫌で逃げ回っていたとされている。上述の通り湯浅が特撮に関与せざるを得なかった理由の一つが的場徹の円谷プロダクションへの移籍や築地米三郎らの退社などによるスタッフの欠員であり、当時の大映が東宝のように安定して特撮作品を量産できなかった背景にも、会社の経営の悪化だけでなく、人員の不足が関係していたともされる。

#### 大映の倒産
昭和シリーズは当初は『ガメラ対宇宙怪獣バイラス』で終了する予定だったが、本作のヒットによって継続される事になるなど人気を博した。そして、予算の減少が著しいにも関わらず、なりふり構わず子供の客層にアピールした事で人気を博した「ガメラシリーズ」の影響で大映は実質的に倒産が先送りになり、本シリーズが当時の大映を実際の倒産まで支えていたとされる。これによって、滞っていた給料が支払われて子供の教育費を工面できた社員や、倒産を免れた下請けスタジオなど多くの関係者が恩恵を受けた。一方で、「ガメラシリーズ」の影響で発足した「大魔神」だが、1966年に大魔神作品を三本立て続けに製作したことも大映の経営をさらに圧迫する一因となったとされている。
『ガメラ対深海怪獣ジグラ』の頃には湯浅憲明自身も社員監督から契約監督に変更されて残業代が支払われず、予算不足、人員の疲弊、労使交渉の激化などの生産体制の混乱が著しく、本作にはストーリー上の展開や整合性の欠落が目立ち、怪獣同士の戦闘シーンの一つも撮影中止になった。『ガメラ対深海怪獣ジグラ』の次に計画されていたのは通称『ガメラ対双頭怪獣W』という作品だった（ガメラ#未公開・製作中止作品を参照）。
大映の倒産を知った湯浅は悔しさのあまり残されていたガメラや敵怪獣の着ぐるみや造形物などを自ら壊したため、現存する資料が少なくなったというエピソードが残されており、『宇宙怪獣ガメラ』も新規の着ぐるみや特撮シーンも経済的な理由から非常に限定された。一方で倒産時の資料の損失には異説もあり、湯浅自身が資料を破壊したのではなく、倒産時に発生したスタッフや従業員の暴動が原因だとする指摘もある。
大映作品の上映には興行網の点から松竹や東宝や東映の映画館を利用せざるを得ず、大映作品の収益を制限させて大映の経営を圧迫した原因の一つとなった。大映は「大映興業株式会社」という直営の映画館を得ようとしていたが、優良物件はすでに他会社が獲得していたために叶わなかった。大映が倒産する前の最後の作品であった『ガメラ対深海怪獣ジグラ』は経済面から配給が日活との共同で行われたが、このような傾向は現在に至るまで続いている。
倒産時の混乱によってネガの混同なども発生し、『ガメラ対宇宙怪獣バイラス』の上映時間が延長されたのもこの影響だとされている。また、この影響によって「平成ガメラ3部作」の制作時にも徳間書店側に予算だけでなく特撮などのノウハウも残されておらず、平成3部作の制作面においては後述の通り、湯浅憲明自身が携わった『ウルトラマン80』を含む「ウルトラシリーズ」や「仮面ライダーシリーズ」など多くの作品群を経て得られた知見やコネクションなどが影響した。
また、大映は倒産に際して高橋二三への借金の返済ができない事態になり、高橋が日本脚本家連盟に未加盟だったこともあって、高橋が賃金を得られない状況も発生した。後に高橋は永田雅一を訪問してガメラに関する全権利を受け取ったとされる。しかし、徳間書店による1995年の『ガメラ 大怪獣空中決戦』の制作時には高橋に連絡がされず、徳間書店の「（自社は）旧大映とは異なるため、永田による（ガメラに関する全権利を高橋に付与するという旨の）決定は自社には適用されない」という主張に高橋は激怒し、高橋が（1991年のボックス・セットの制作に同意したこと以外は）旧来の全関係者との連絡を絶ってしまい、高橋とのコンビでシリーズを支え親交が深かった湯浅自身ですらこの余波で高橋と疎遠になってしまった。
大映の倒産後は湯浅はテレビ業界に集中することとなり、（平成ガメラ3部作の製作面にも大きく影響を与えた『ウルトラマン80』を含む）「ウルトラシリーズ」の関連作品なども含めた数多くの作品を手掛け、唐沢俊一が「テレビ業界における最大のヒットメーカーの一人」と評するほどにキャリアを形成した。

### 徳間グループ時代

#### 平成3部作以前
大映は徳間書店グループ下の新会社として再建された。
1980年に（東宝が『メカゴジラの逆襲』を持ってゴジラシリーズを一時的に中断していたこともあって）9年ぶりの新作として公開された『宇宙怪獣ガメラ』は新規の着ぐるみや特撮シーンが非常に少なく、怪獣の映像の大部分を過去作品のストック・フッテージの再利用であるが、これは大映の倒産による経済面やスケジュール面の問題があったことと（上述の通り湯浅が倒産時に着ぐるみやモデルなどを破壊している）、『実相寺昭雄監督作品ウルトラマン』の成功の影響を受けたからだとされている。また、本作の制作に影響した各条件の中には音楽の使用権もあり、『ガメラマーチ』など過去の音楽が使用されていない。本作は大映の倒産後の初作品であったが、怪獣映画というジャンル自体が下火に入っていたこともあり、本作も興行的な成功を収めることはできず、新たにシリーズ化されることもなかった。
また、上述の通り、大映の倒産後の永田による高橋二三とガメラに関する全権利を巡る合意を徳間書店は大映との無関係性を理由に認可せず、『ガメラ 大怪獣空中決戦』の制作時にも高橋に連絡を取らなかったこともあり、高橋が旧来の全関係者との連絡を絶つ原因になった。そして高橋は平成3部作とは別に1994年の公開を目指した作品『地球大破滅（ハルマゲドン）- ガメラVS.不死鳥（フェニックス）』のプロットを作成しており、映像化には至らなかったが1995年に出版された小説『ガメラ対不死鳥』の原案となった。
1991年の『ミカドロイド』の制作の折に、原口智生は大映（徳間書店）側から「Vシネマでガメラの復活企画がある」と聞かされているが、この「Vシネマのガメラ作品」は「平成ガメラ3部作」とは別の企画であったとされる。
この他にも、『宇宙怪獣ガメラ』の実質的な続編である月刊マンガボーイズの漫画作品『大怪獣ガメラ』が存在しており、同作を担当した破李拳竜は湯浅の遺作である1996年の『コスプレ戦士キューティ・ナイト2 帝国屋の逆襲』にて「カプセル怪獣ガメラ」を演じている。
なお、平成3部作の監督を務めた金子修介は1985年の『みんなあげちゃう♡』に（ガッパの着ぐるみが現存していなかったことと大映と日活の関係性などから）ガメラを登場させることを考案していたが大映（徳間書店）に却下されている。

#### 平成3部作
徳間書店（大映）は、当時の徳間グループによるメディアミックス戦略の一環として「ゴジラシリーズ」に対抗し得る特撮映画を制作することを検討する。当初は「大魔神」または「妖怪シリーズ」の復活を検討していたが、人気や知名度や予算の都合上で難しく、その結果、前述した通りの人気を持っていたガメラに着目し、新作の制作を決定した。
こうして制作された新たな『ガメラ 大怪獣空中決戦』は、（金子修介たち自身も含めて当時の「平成ゴジラシリーズ」に満足していないコアな特撮ファンも少なからずいたこともあり、それまでの怪獣映画にはないリアリティを追求した脚本と大胆にCGを導入した映像が話題を呼び、当時の「ゴジラシリーズ」と比較しても半分以下という限られた予算と東宝洋画系という限られた上映館数、阪神・淡路大震災や地下鉄サリン事件の影響を受けた側面もあって大ヒットには至らなかったものの、各方面から高い評価を受けた。これにより、往年のファンだけでなく新たなファンの獲得にも成功し、引き続き製作された2作品と合わせて後に「平成三部作」と呼ばれ、日本特撮の最高峰と称され多数の受賞歴を持つなど社会的にも高い評価と人気を得るに至った。また、すでにヒットメーカーとして知られていた金子修介（本編）と伊藤和典（脚本）だけでなく、特撮や造形などを担当した樋口真嗣、品田冬樹や原口智生の知名度も大きく上がった。また、この三部作は「ウルトラシリーズ」と「仮面ライダーシリーズ」を中心とした以降の特撮界全体に多大な影響を与えただけでなく、後年の『小さき勇者たち〜ガメラ〜』および東映の『デジモンテイマーズ』と円谷プロダクションの『ウルトラマンティガ』は『ガメラ 大怪獣空中決戦』の最初期の構想の一つ「小中ガメラ」が再利用されて制作された。
なお、低年齢層も視聴するゴジラシリーズ他の一般的な日本製怪獣・特撮映画と比較すると、「（効果音付きで）人が食べられる」「一般市民が襲われて多量の出血をともなって死亡する」「ミイラ化した死体が描写される」など残酷なシーンが見受けられるが、これは監督の金子が本シリーズの対象年齢を「小学校高学年辺り」としていることによる。
徳間書店の社長であった徳間康快は『ガメラ 大怪獣空中決戦』の制作時に『ゴジラ対ガメラ』も念頭にある事を表明しており、東宝にクロスオーバーを打診していたとされる。
しかし、様々な要素から三部作全体の興行成績は決して優れていたわけではなく、配給規模だけでなく関連書籍や雑誌メディアなどにおける注目度も当時の「ゴジラシリーズ」と比較しても大きく限定されており、これらのメディアが本格的に注目し始めたのも『ガメラ2 レギオン襲来』以降であり、関連書籍からの収益も配給収入が反映される形で振るわなかった。平成3部作が子供の観客層からはあまり受け入れられなかっただけでなく、それまでの興行成績を受けた末に『ガメラ3 邪神覚醒』の製作面が迷走し、結果として発生した『ガメラ2 レギオン襲来』から『ガメラ3 邪神覚醒』までの空白期間も、当時の『てれびくん』や『テレビランド』などの児童向け雑誌の読者層が3年周期で変化するという傾向と相性が良くなかったとされている。
平成3部作の作風自体が子供のファンの増加にあまり寄与せずに敬遠された側面もあり、当時のホラー作品の人気の高さに影響を受けて行われた『ガメラ3 邪神覚醒』での路線変更も功を奏さなかった。また、金子・伊藤・樋口は元からゴジラシリーズや他の東宝作品を好む一方で昭和ガメラを好まず、湯浅憲明や高橋二三などの旧来のスタッフや旧大映（徳間書店）や営業側だけでなく平成三部作のスタッフの一部ともガメラのキャラクター性を中心に様々な意見の相違が発生し、第一作目である『ガメラ 大怪獣空中決戦』の制作時に企画中止または金子修介が降板させられる寸前にまで関係が悪化していたと金子自身が述べている。そして、『ガメラ3 邪神覚醒』にて人間の犠牲者を出し過ぎたことと、金子らによる続編の構想に難点が存在し、徳間書店による平成シリーズは打ち切りとなり、徳間書店の経営難と徳間康快の死去をもって大映の各プロパティは角川書店に売却され、2度目の著作権譲渡を迎えた。
この他にも、三部作が賛否の議論を呼んだ点としては、とくに『2』における自衛隊の描写が「（自衛隊への）過度の賛美」と捉えれたことや、『2』の終盤の（爽快ではなく今後の不安を示唆させる）描写も試写後の評価は二分されたという。
なお、庵野秀明による（関係者同士の諍いも含めた制作事情をフィーチャーした）ドキュメンタリー『GAMERA1999』と林家しん平による自主制作映画『ガメラ4 真実』、同じく自主制作映画である『The Slammie Bros. vs. Godzilla and Gamera』が存在する。

### 角川映画（KADOKAWA）時代

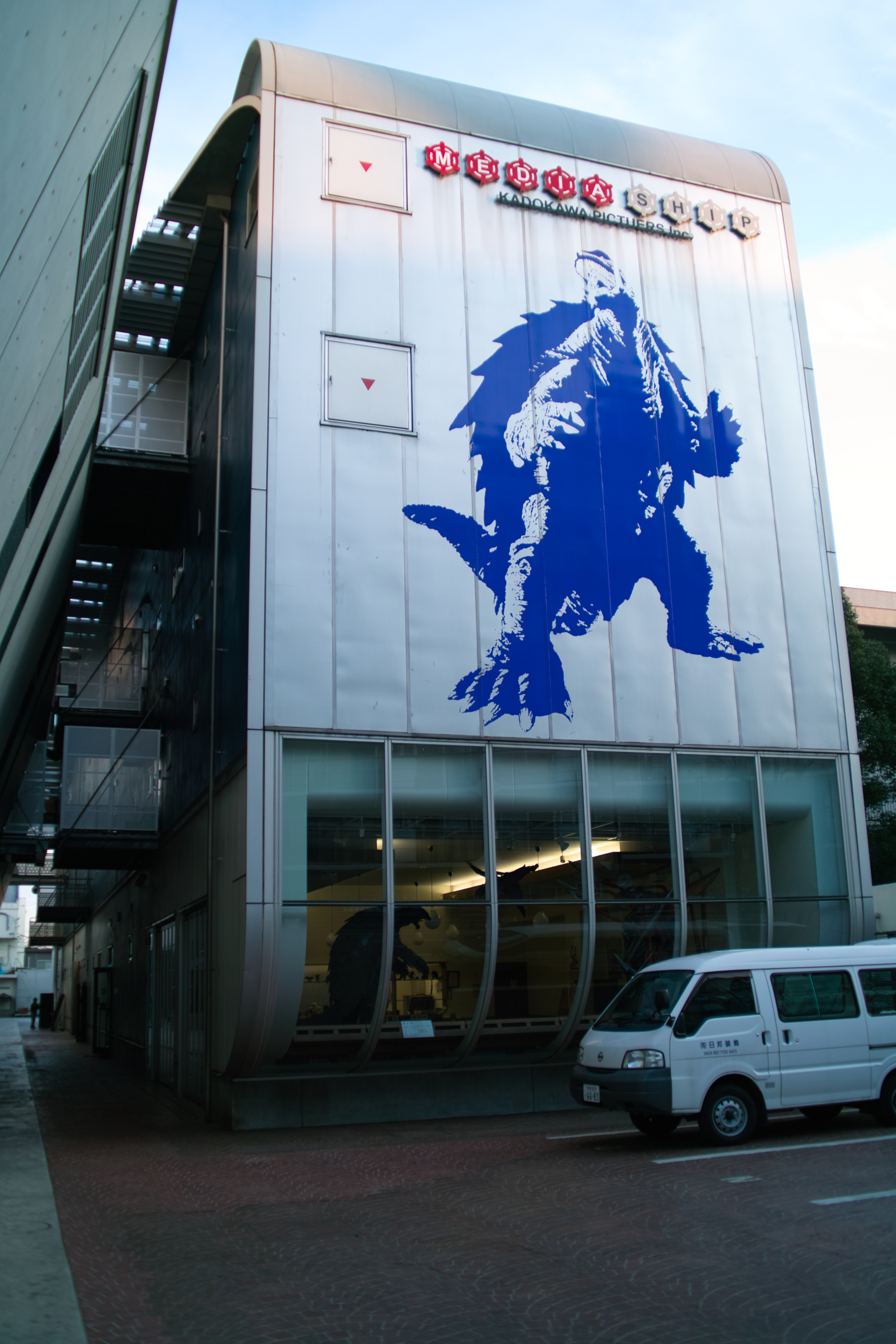
ガメラがマスコットとして採用されている調布市にある角川大映スタジオ。

平成三部作の終了後、ガメラシリーズはしばらく休眠期に入ったが、ゴジラシリーズが2004年をもってひとまずシリーズの完結を迎えたことで、テレビ特撮番組からのスピンオフではない純粋な「特撮（怪獣）映画」の新作が観られなくなることを危惧したファンから、再びガメラシリーズの復活を求める声が高まった。
大映自体も2002年に角川書店に営業権が譲渡され、その営業権をもとに新たに株式会社角川大映映画が設立された。角川大映は後に「角川映画」に商号を変更し、ガメラだけでなく「大魔神」や「妖怪シリーズ」の復活も考慮された。角川映画の社長の黒井和男は商号が変更された直後に「大魔神」の新たな企画と共に『ゴジラvsガメラ』を東宝に対して提案したが、両シリーズのクロスオーバーは実現しなかった。同社は平成三部作の路線からの脱却と原点回帰を目指し、「ガメラを子供たちに返す」というモットーの下で、徳間時代とは違った形でのガメラ復活を検討する。その結果、『ゴジラ FINAL WARS』を経て東宝がゴジラ映画の製作を休止したことを受けて、2006年には『ガメラ 大怪獣空中決戦』の最初期の脚本を再利用した『小さき勇者たち〜ガメラ〜』を製作・上映した。しかし、本作は本来の意図である子供や女性の観客からは好評を得たが、平成三部作の方向性を好む客層には支持されずに興行的に失敗となり、本作の続編だけでなく、後述の通り、同時期に進行していたアニメ作品などや大魔神の企画が中止されるなど、シリーズは再度の打ち切りに直面して新たな休眠に入った。『小さき勇者たち〜ガメラ〜』が失敗した場合の経済的余裕はまったくなかったとされており、平成3部作の人気が高いことは制作陣も把握していて三部作の続編または類似した路線の踏襲を求める声もあった一方で、平成三部作からの脱却の必要性が非常に大きかったとされている。
2015年10月、ガメラ生誕50周年記念としてウェブサイトが公開され、YouTubeにて記念映像『GAMERA』が公開された。この映像は石井克人が監督し、男児の子役とその父親として宮藤官九郎が出演した。第28回東京国際映画祭日本映画クラシックス部門でも、「ガメラ」生誕50周年記念スペシャル映像が上映された。一方で「ガメラシリーズ」や「大魔神」シリーズにも携わってきた井上伸一郎は実際の映画化を5年ほど模索し続けていたとされている。
2022年11月に『GAMERA -Rebirth-』の製作が発表され、2023年9月7日にNetflixにて配信された。本作は未制作に終わった企画をのぞけばシリーズ初のアニメ作品であり、また令和初およびシリーズ最長の空白期間である17年の月日を経て作られた新規本編である。本作における戦闘シーンの方針として「ガメラによる人的被害を出さない」が掲げられており、第1話と第2話でガメラがギャオスとジャイガーを昭和記念公園と多摩川の河川敷に放り投げたのもこのためであるとされる。なお、金子修介もこの頃に独自の新作案を持ち込んでおり、冗談まじりながらも「ガメラが真珠湾を襲う」というアイディアに言及している。シーズン5までの構想や実写化への展望が存在するとされている一方で、本作にも人間などの3Dモデルのクオリティーの低さが目立つなど全体的な予算不足が指摘されており、オープニングアニメーションも用意されておらず、監督の瀬下寛之が構想していた戦闘シーンは半分に削減されており、検討されたが使用されなかった怪獣の能力や生態に関する描写も少なくなく、瀬下は全話に怪獣同士の戦闘シーンを導入すること自体が予算的にかなり無茶だったと述べている。また、続編の製作が叶うのならば予算の増加による戦闘シーンの拡大を希望しており、本作がフランチャイズの継続（復活）のきっかけになることを望んでいる。

## キャラクターとしてのガメラ

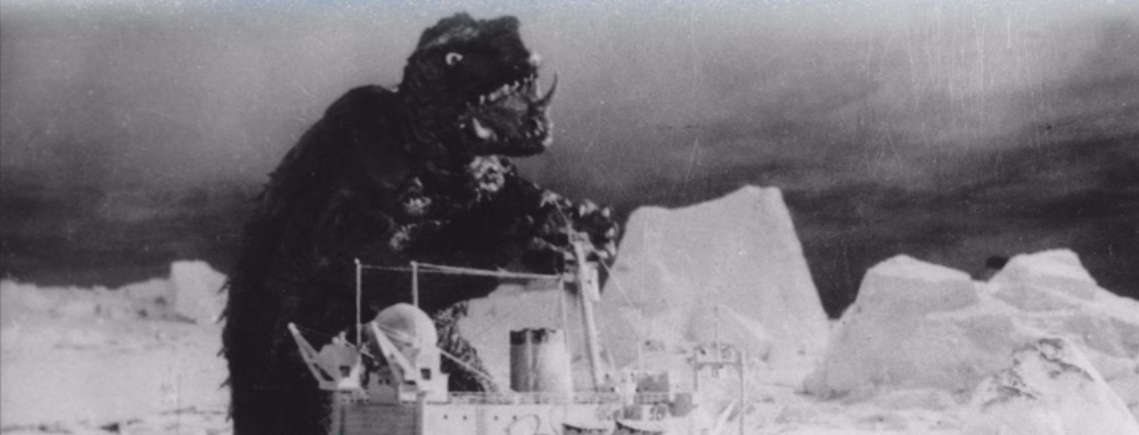
『大怪獣ガメラ』におけるガメラ。

巨大な直立歩行を行うカメの姿をした怪獣である。甲羅の表面は「鱗のような重なり合った形状」になっており、下顎の左右両端から大きな牙が1本ずつ、上に向かって生えている。血液は緑色であるが、昭和版では眼の色が黄色で血管も赤く描写されており、2015年の50周年記念映像でも眼は黄色に近い色であった。
二次創作作品である『ガメラ4 真実』と『ガメラ：最後の希望』以外ではガメラが厳密に死亡した描写は存在せず、『宇宙怪獣ガメラ』には続編となる漫画作品が存在していてその中でガメラは蘇生されて復活しており、『ガメラ3 邪神覚醒』の冒頭に登場した「ガメラの墓場」は「ガメラを生み出そうとして失敗した前例の廃棄場」という説が作中で語られ、『小さき勇者たち〜ガメラ〜』において自爆したアヴァンガメラは実際にはトトと「同体」であると仮定されている。
ガメラを含むガメラシリーズの怪獣は、ゴジラシリーズやウルトラシリーズなどの作品に登場する怪獣と比べると、（設定上の）体重が非常に軽く、とくに昭和版（80トン）と平成三部作（120トン）では実在する現生のヒゲクジラ類よりも軽い。書籍『空想科学読本』でも、体重から計算した体の密度が空気の2倍程度と計算されている。
昭和シリーズで監督および特撮監督を務めた湯浅憲明は、ガメラとゴジラやウルトラ怪獣との差別化として、ガメラを直立二足歩行だけでなく四足歩行などで這わせたり、流血描写などで動物性を強調させたと述べている。昭和時代の敵怪獣にも四足歩行型が多いのも特徴とされる。平成三部作では終始直立二足歩行で移動している。また、直接的な火炎を吐く、飛行する、人間を守る、光や核爆発を好む、生物としての性格の個性を持つ、北方から出現するなどの点も、人間・人為的な光・核爆発のすべてを憎み「破壊神」としての側面を持ち南方から現れたゴジラとの差別化要素として用いられたとされる。怪獣の四足歩行や流血描写に関しても、湯浅の「怪獣を安易に擬人化したくない」という方針に影響されている。
トッド・マッカーシーはバラエティにおけるレビューにて、「見た目こそ恐ろしいが、全ての怪獣の中で最も愛すべきキャラクターの一種である」と述べている。 Film School Rejectsのクリス・コッフェルも、「私は個人的に、ガメラの亀に因んだ姿と、子供との関係性から、シリーズとしてゴジラよりも優れていると思う」と評価している。渡辺謙も、ガメラシリーズの影響を受けている「モンスター・ヴァース」に出演した際のインタビューながら「（ゴジラよりも）ガメラの方が思い入れが強かった」という旨の発言をしている。ギレルモ・デル・トロも『大怪獣ガメラ』をとくにお気に入りの怪獣映画の一つに挙げており、「型破りだが素晴らしい人格を持つキャラクターであり、本多猪四郎の怪獣とは違って、怪獣映画の定番だけでなく滑稽さと愛らしさも持っている。僕の時代の子供は皆が巨大なロボットや（ガメラのような）ペットのような怪獣が欲しいと思っていた」という評価をしており、また子供の頃によくオリジナルの怪獣やロボットなどを考案しており、参考にしたキャラクターにはガメラやバルゴンなども含まれていたと述べている。

### 正体
ガメラは映像作品以外にも小説・漫画やテレビゲームなど多数の媒体に登場しており、出自は世代や媒体によって大きく異なるが、アトランティスをはじめとする超古代文明と何らかの関わりを持つとされる場合が目立ち、厳密な正体が不明である場合と超古代文明によって生み出された人工生物とされる場合がとくに顕著である。昭和・平成・令和の各時代の「本編」に登場したガメラに関しては以下の各項を参照。
小説作品である『妖怪大戦争ガーディアンズ外伝 平安百鬼譚』と『聖獣戦記 白い影』にはそれぞれ「玄武」が登場しており、どちらも超常的な能力を持つ「神」として描写されている。『ガメラ 大怪獣空中決戦』の製作面において（ガメラの非生物的な飛行能力を巡って導入された）「人工生物」という出自は企画が頓挫または金子修介の降板に繋がりかねないほどに賛否両論が激しく、平成三部作の世界観にも霊魂やマナやテレパシーや人間の治癒や蘇生などの超自然的な描写は存在してきたが、2006年の『小さき勇者たち〜ガメラ〜』以降に怪獣の起源自体が超自然的な要素を持つ作品が見られる様になった。
京極夏彦による長編小説シリーズ『虚実妖怪百物語』でも、ガメラ、大魔神、ダイモンが一種の思念体のような存在として登場する場面が存在し、ゲゲゲの鬼太郎や山村貞子や加藤保憲や犬夜叉と殺生丸といったガメラシリーズと間接的に関連性を持つ存在を含め、多数の著名なキャラクター群と共演している。

### 性質
性格面の大きな特徴として正義の存在である事が挙げられ、人間とくに子供に親愛の情を示したり、人間や地球などを自らを犠牲にしてでも命懸けで守護する性質を持つ。また、人間だけでなく動物や無垢で（人間に意図的に被害を与えない）怪獣や妖怪なども助ける可能性があるとされる。一方で、その姿・性質・能力と敵怪獣との戦闘の様相から、人間からは脅威だと誤解を受けて攻撃されてしまうこともある。後述の通り、基本的にエネルギー源は熱エネルギーや電気や原子力などに依存しており、人間や動物や植物を捕食することはない。
非常に知能が高く、人間の言葉を理解したり、助けた人間を傷つけないように力や動作を加減して行動したり、道具を使った戦術的な行動を取ったり、『ガメラ対大悪獣ギロン』ではミサイルを利用してギロンを撃破したり、子供達の不安を取り除こうと鉄棒や『ガメラマーチ』の演奏といったコミカルな行動を取ったり、子供達のためにUFOを修理する場面も存在する。昭和作品では火炎噴射が決め手になる事例が限定されており、知恵を使った戦法によって勝利することが多い。

### 能力
火炎を中心にプラズマ・電気・電磁波などにも通じる能力が代表的な戦闘能力であり、これらのエネルギーを戦闘だけでなく飛行や自身の回復などにも応用する。エネルギー源としても熱エネルギーや電気などが中心的であり、動物や植物を捕食することはない。また、通常兵器はおろか核爆発ですらガメラをパワーアップさせる可能性があるため、人間がガメラを攻略しようとしても一筋縄ではいかない。
また、自らよりも大柄な敵に対しても果敢に立ち向かい、格闘戦でも引けを取らないだけでなく自身（80トン）よりも遥かに重量がある5万トン級の船舶を持ち上げ放り投げる怪力を持ち、ジャンプだけでなく走ったり鉄棒やアクロバティックな動きも可能なほどに身体能力も高い。一方で、敵の能力には殺傷能力が高い場合が多く、ガメラは多くの戦闘で激しく傷ついており、通常の生物では行動不能（死亡）に陥るようなダメージも多数負ってきた。
また、超自然的な性質や能力も持ち合わせており、特にテレパシーを通じた人間との交信や遠方の対象などを察知する能力は昭和版、平成三部作、『小さき勇者たち〜ガメラ〜』、『GAMERA -Rebirth-』の全てにおいて可能だとされる。平成三部作や関連作品では「マナ」と呼ばれる地球の生命エネルギーを司ったり、人間の傷を瞬時に蘇生したり、人間を蘇生したとも捉えられる描写がされていたり、周囲の市街地や火山を噴火させるなどの面も見られた。オカルト的な要素は『ガメラ3 邪神覚醒』で急増して関連作品（大怪獣激闘 ガメラ対バルゴン COMIC VERSION）でも霊魂が明確に登場するが、『小さき勇者たち〜ガメラ〜』の世界観でも、ジーダスがギャオスの怨念または霊魂によって操られている可能性が示唆されているなどの要素が存在する。また、いくつかの小説作品では明確に「神」として登場しており、物質化現象や時間の停止、霊的な穢れの浄化などの様々な超能力を司っている。
本物の亀のように、頭や手足、さらには尾までも甲羅内へ引き込める。手足を引き込んだ位置から火炎を噴射し、その推進力を利用して大気圏内はもちろん宇宙空間でも飛行できる。手足を引き込んだ四か所から火炎を噴射しつつUFOのごとく回転して飛ぶ場合（回転ジェット、円盤飛行）と、後脚の部分から後方に火炎を噴射し、前を向いたまま飛ぶ場合（ロケット飛行）がある。平成作品では、膝や肘からのジェット噴出で飛行している。大気圏内における最高飛行速度は秒速20キロメートル（マッハ58以上）。
昭和作品では比較的ゆっくり回転したり人間を運ぶ際などには無回転でも飛行していたが、『大怪獣決闘 ガメラ対バルゴン』においてバルゴンの虹光線に接近した際など、高速で回転している場面もあり、技術的・装備的な面で叶わなかったが、湯浅達の本来のイメージも後年の平成3部作と同様に激しく高速回転する物だった。平成3部作では、付近のヘリコプターなどの飛行物を不安定にさせる突風が生じるほどの超高速で回転する。
この他にも、平成3部作ではより戦闘的な形態に進化するという設定も加わった影響で作品を追う毎に容姿の変容が見られ、とくに『2』以降は「ロケット飛行」の際に腕をヒレ状に変化させている。

## 各時代の本編のガメラ
以下は2015年の50周年記念映像以外の昭和、平成、令和時代の「本編」に登場したキャラクターについて解説する。

### 昭和のガメラ
| 基本データ   |                                              |
| 分類         | カメ類                                       |
| 年齢         | 8,000歳以上                                  |
| 性別         | 不明                                         |
| 体高         | 60 m                                         |
| 全長         | 不明                                         |
| 甲羅長径     | 不明                                         |
| 甲羅短径     | 不明                                         |
| 体重         | 80 t                                         |
| 飛行速度     | マッハ3（大気圏内） マッハ50（宇宙空間）     |
| 水中潜航速度 | 150 kt                                       |
| 歩幅         | 20 m                                         |
| エネルギー   | 熱エネルギー                                 |
| 武器・技     | 火炎噴射 怪力 回転ジェット 超能力 電磁妨害波 |
| 生息地       | 古代アトランティス大陸                       |
| 好物         | 熱エネルギー 落雷などの電気 原子力           |
| 趣味         | モンキーダンス                               |
| 嫌いな物     | タマネギやニンジン                           |

#### 概要
エスキモーの伝承に「悪魔の使い」として語られた、古代の怪獣。一説にはアトランティス大陸に生息していたとされる。北極の氷の中で眠っていたが、国籍不明の原爆搭載機の墜落による核爆発で閉じ込めていた氷が割れて覚醒し、最終的には日本に上陸して破壊の限りを尽くす。当初は凶暴な怪獣として描かれているが、子供に対しては友好的な面も見せている。一度はガメラ追放作戦「Z計画」で巨大ロケット内に閉じ込められて火星へ追放されるが、ロケットが飛行中に小惑星と衝突して崩壊した結果、地球へ再来する。
第2作以降は人間に対して具体的な敵意を示すことはなく、エネルギーの摂取時以外にはほとんど出現しなくなるが、侵略者や怪獣によって子供が危機に陥るような事態が起こると、どこからともなく現れて子供たちを救っていく。大人向けに製作した第2作を除く第3作以降は一貫して「悪の怪獣・侵略者を打ち倒す正義の怪獣」や「子供たちのヒーロー」として描かれる。第2作である『大怪獣決闘 ガメラ対バルゴン』でも、撮影こそされなかったがガメラがバルゴンの被害を受けて凍らされた大阪の人々を救うという絵コンテが用意されていたとされる。
シリーズの関係者が協力している書籍では、本来は人間だけでなく野生動物や無垢な怪獣も助けようとする性格であるが、第1作目でのガメラの狂暴性と第2作目での黒部ダムへの襲撃は、人類によって引き起こされた8,000年にわたる冬眠によってガメラが極度の空腹状態にあり自我を保てなくなっていたことが原因だとする説を掲載しており、人間そのものを攻撃対象としていたのではなく、核爆発によって現代の人間の技術力を察知し、人類を攻撃するとエネルギー源を得られることを学んだことが原因だと指摘されている。また、エスキモーがガメラを「悪魔の使い」として恐れていたり、寒さを嫌うはずのガメラが北極の氷に閉じ込められていたのは、エスキモーの祖先とアトランティス人の古代の記憶と（アトランティスの崩壊も相まってガメラの情報が失われたこともあり）ガメラへの誤解が伝承されたためともされている。実際に、『大怪獣ガメラ』にて俊夫少年は（自分が亀の愛好家であるだけでなくガメラと自身が共に孤独な存在であることも踏まえて）社会の反応と異なり一貫してガメラが「誤解されているだけで悪者ではない」と擁護する姿勢を見せており、『大怪獣空中戦 ガメラ対ギャオス』ではすでにエネルギー摂取のために人間を攻撃することはなく自ら人間を守る姿勢を見せており、同作では意図的に山火事を起こしてガメラを呼び寄せていたが以降はガメラが積極的に人間を守るために救援に現れるという構図が定着した。また、同著では『ガメラ対大悪獣ギロン』にて鉄棒を披露したり『ガメラ対深海怪獣ジグラ』でジグラの背びれを使って「ガメラマーチ」を演奏したのも、知能の高さゆえの遊び心があるだけでなく、子供たちの不安や恐怖を取り除こうとしていた可能性を指摘している。

#### 宇宙怪獣ガメラ
『宇宙怪獣ガメラ』では主人公の圭一が逃がしたクサガメが怪獣化してガメラになったような描写が用いられ、それまでのガメラとは別個体（二代目）とする説もあり、高橋二三もこの説を「夢があって良い」と評している他、一部の資料では明確にこの個体が二代目だと記載されている。
本作で宇宙海賊船「ザノン号」に特攻してからの消息は不明とされていたが、後の漫画作品ではこの個体がザノン号との決戦後にアトランティス人の末裔によってプラズマエネルギーを用いた人工太陽を使って蘇生されて「平成三部作」のガメラと似た姿に生まれ変わり、タイムマシーンによって過去の世界に送られた。これによって地球の歴史が改変され、ガメラが人類を守護しながらも監視することによって人類は破滅を免れるという描写がされている。

#### 身体的特徴および攻撃技

『大怪獣空中戦 ガメラ対ギャオス』のポスター。

口からの火炎噴射以外に、外観に似合わぬ運動能力と怪力を誇り、周囲の岩や建造物を武器として使用することもある。また、身体を串刺しにされるほどの重傷を負っても戦闘を続行する生命力を持つ。しかし、ジャイガーの幼体に寄生されて吸血された際には昏倒してしまい、人間が幼体を排除してから体内に電気を供給することで復活した。負傷後は水中で休息することにより、傷を癒す。
弱点は低温で、劇中でも「冷たい温度に弱い」と言われ、自衛隊の冷凍爆弾でも短時間活動を停止している。バルゴンの冷凍液には火炎噴射も通じず全身が凍結してしまったが、自然解凍と同時に火炎噴射を行って復活するなど、生命活動の停止には至らなかった。一方で、宇宙空間や深海などでも活動可能である。
甲羅は頑強で、たいていの攻撃は受け付けない。また、実際のカメと同じく攻撃されると甲羅に各部を引き込んで防御を図ることも多い。しかし、バイラスの頭には貫かれ、串刺しになってしまったほか、ギロンには何度も切りつけられ、流血してしまったこともある。ジグラのヒレでも表面に傷をつけられている。
エネルギー源は熱やそれに類するものであるため、体内に火力発電所のような組織を持ち、マグマ、高圧電気、石炭、石油、ウランを常食とする。炎そのものも吸い込むようにして食べており、初期の段階では発電所や火山活動が活発な地域に出没することが多く、噴火中の火山に飛び込むこともあったほどで、火器を用いた攻撃なども吸収できる。また、バルゴンの虹光線を狙うこともある。電気エネルギーも食料であり、ジャイガーやジグラの攻撃によって活動停止した際は人力による放電や落雷によって回復した。また、初期の作品で人類を攻撃した理由として、上記の通りアトランティス人によって引き起こされた8,000年間もの飢餓状態から回復するために熱エネルギーや電気などを市街地などへの破壊行動から得たり、自衛隊による軍事作戦を意図的に誘発させて兵器からの熱エネルギーも摂取していた可能性があるとされている。
着ぐるみは第1作のもの、第2 - 4作のもの、第5 - 7作のものと合計3種類ある（『宇宙怪獣ガメラ』は飛び人形のみ）。
スーツアクターは荒垣輝雄（第2 - 4作）、泉梅之助（第5・6作）。

#### 身体機構
石油袋
ガメラが食べた石油などの液体を、いったん貯蔵しておく器官。
石炭袋
ガメラが食べた石炭を、いったん貯蔵しておく器官。蓄えられた物質は、その後、高熱炉へ送られる。
高熱炉
ガメラが摂取した石油、石炭、炎、マグマ、ミサイル、ウランなどはここに集められ、燃焼される。
熱エネルギー変換腸
高熱炉で燃焼されたものがここに送られ、熱エネルギーに変換される。
熱エネルギー心臓
働きは他の生物の心臓と同じだが、熱エネルギーで動くため、桁外れのパワーを持つ。
高熱筋肉
別名「高温筋肉」。人間（力士豊登）の1万倍の腕力を誇り、いかなる高熱にも耐え、どんな金属よりも強靭。5万トン級の船舶を持ち上げ放り投げる。
視力
赤外線を捉え、真夜中でも見える。
肺
肺活量も非常に強く、吐息は風速1,000メートルに達する。
火袋
体内に複数存在し、口や手の先から火炎を発する。足にある物はジェット袋と呼ばれる。
スプリング尾
しなやかで弾力性を持ち、ビルを一撃で両断するなど攻撃にも使える。
電気トゲ
甲羅のトゲには電気を溜める。
しびれ毒爪
手足の爪に毒を持つ。

#### 能力
火炎噴射
口から放つ強力な火炎放射だが射程が短く、バルゴン戦やギャオス戦のように敵に直撃しない場面もあり、ギャオスやガラシャープは火炎噴射を無力化する手段をもっている。しかし、宇宙空間や海中でも使用が可能であり、第4作と第7作ではそれぞれ異星人の宇宙船を破壊している。また、第5作でのように威力を落とせば宇宙船の修理にも使える。火炎噴射が決め手となったのは、ミサイルを手裏剣発射孔に突き刺されてから引火されたギロンと、陸上で身動きが取れなくなったジグラのみである。
資料によっては、液体酸素と水素を化合した熱線だとされている。また、回転ジェットと併用して飛行速度を上げる可能性も指摘されている。
飛行
四肢または後ろ足を収納した状態で青いジェットを噴射して自在に飛行する。最高飛行速度は大気圏内ではマッハ3、宇宙空間ではマッハ50に達する事が示唆されている。回転して飛ぶ形態は「回転ジェット」や「円盤飛行」と呼ばれ、後脚からのジェット噴射でのモーションは「ロケット飛行」と称される場合がある。
第1作・第2作では「ロケット飛行」が見られず、第1作では最初の飛行の離陸時以外は、高速回転する甲羅が炎の尾を引く描写がされ、羽田空港を襲撃した際などは回転していない場合もあった。以降の作品では、体当たりする際や子供を運ぶ際などに回転しないで四肢からのジェット噴射で飛行していたほか、場面ごとに回転の速度が変動していた。「ロケット飛行」は対ギャオス戦でギャオスに飛びかかる際に短距離を飛行したのが初めてであり、首や腕を引っ込めた状態での飛行もあった。関連スチルでは、頭部を収納して無回転で四肢からジェット噴射する突撃形態や、後脚からのジェット噴射でギロンを攻撃するという描写も見られた。
電気・電磁波
電気を主要なエネルギー源とする他、資料によっては甲羅に電気を貯蔵するとされており、第一作目のみ電磁妨害波を発する。
超能力
『ガメラ対宇宙怪獣バイラス』にて、ガメラが少年たちをバイラス人のスーパーキャッチ光線から逃がす場面では、ガメラがテレパシーを使って少年たちの心を読み取った可能性が示唆されている。また、同作以降は地球や人類や子供たちの脅威となる怪獣や宇宙人の出現を察知して行動するなどの描写も繰り返し見られた。
ガメラと子供の間のテレパシーを思わせる描写は『大怪獣ガメラ』の頃から存在している（大怪獣ガメラ#スタッフを参照）。
その他
各種書籍には上述の吐息や毒の他にも多彩な能力や技や戦術が記載されており『宇宙怪獣ガメラ』の実質的な続編である『マンガボーイズコミックススペシャル：大怪獣ガメラ』でも「プラズマ掌打」などの多彩な技や戦法が登場しており、グレイシー柔術なども習得している。

### 平成三部作のガメラ
便宜上、平成三部作の設定を継承する自主制作映画『ガメラ4 真実』のガメラについても記述する。

#### 概要
| 基本データ       | |
| 分類             | 不明 |
| 年齢             | 推定1億5千万歳 |
| 体高             | 80 m |
| 全長             | 不明 |
| 甲羅長径         | 約60 m |
| 甲羅短径         | 約40 m |
| 体重             | 120 t |
| 大気圏内飛行速度 | マッハ3.5 |
| 水中潜航速度     | 180 kt |
| 歩幅             | 不明 |
| エネルギー       | プラズマエネルギー |
| 武器・技         | ハード・スラップ ラッシング・クロー エルボー・クロー ブレイク・ファング カーフ・クロー シェル・カッター プラズマ火球 ハイ・プラズマ ウルティメイト・プラズマ バニシング・フィスト バーナー（本編未登場） ホーミング・プラズマ（本編未登場） |
| 生息地           | 普段は深海で活動している。 |

スーツアクターは真鍋尚晃、鈴木潤（『1』）、大橋明（『2』）、福沢博文（『3』）。
昭和シリーズとは異なり「古代文明の技術を利用して生み出された生体兵器であり、永らく岩礁のような状態となって眠りに就いていた」という設定に変更されている。大幅なデザインや設定の変更や追加がなされ、従来のシリーズとは異なるキャラクターとして描かれている。
体格に関しては昭和ガメラよりも大きく、設定年齢も大幅に増加している。歩き方に関しても昭和ガメラのはうような四足歩行ではなく、シリーズを通して直立二足歩行である。
平成三部作の世界に玄武の伝承は存在するものの、亀の先祖に相当する生物が恐竜と同時期に絶滅した設定となっているため、ガメラは「怪獣」と呼ばれることはあっても、「巨大な亀」といった表現で呼ばれるシーンはなく、「亀」という単語も一切使われない。

#### 身体的特徴
基本的な特徴は昭和ガメラとさほどの違いはないが、三部作通して姿は異なる。これは、長期間休息する際に体質改善を行い、体をより戦闘的に進化させているためであり、作品がすすむにつれ、外見だけに留まらず、能力に変化が見られるようになっている。
金子修介によれば、『ガメラ 大怪獣空中決戦』においても当初は『2』や『3』のような顔つきだったが、原口智生に大映側から「昭和ガメラのイメージを残したものにしてくれ」と要請があったため、優しい顔つきになったという。飛行時に両腕をヒレに変形させるアイディアもこの当時は許可されず、『2』以降に採択されている。
『3』では、玄武の伝承とガメラが関連づけられたが、古代中国の文化を参考にする案は『1』から存在し、昭和ガメラと関連づけられたエスキモーの文化と古代中国文化のデザイン上の類似性を見いだした制作陣は、ガメラの甲羅に亀甲墓やアンキロサウルスを、ギャオスのデザインには西洋のドラゴンや春秋戦国時代の中国の竜のイメージを投影した。

#### 正体
はるか太古に滅亡した超古代文明によって、ギャオスを倒すために、甲羅状の「器」に地球の生命エネルギー「マナ」を集めて創り出された、一種の「生体兵器」とされ、環境への適応や自身の戦闘能力の向上のために、短期間で進化する能力を持っている。
基本的に地球を守るために行動しており、守るべき対象は人間だけに限らず、すべての生態系、ひいては地球そのものとされており、生態系を破壊し地球環境に害をなす生物を倒すためならば、市街地や人命に被害が及ぶような激しい戦闘を行うこともいとわない（このことが『3』において綾奈に恨まれる要因になった）一方、逃げ遅れた子供や人々をギャオスの光線やレギオンの襲撃から助けたりすることもある。
コンビナートに墜落して大爆発に巻き込まれたり、レギオンプラント（草体）爆発時に炭化してしまったり、敵怪獣に瀕死状態に追い込まれたりしても復活しているが、これらはいずれも「人間の祈り」、特に子供の祈りが鍵になっている。
勾玉を手にした少女の草薙浅黄とは精神的な交信が可能になっていた。一時は、ガメラが受けたダメージがそのまま浅黄に伝わったり、負傷した箇所と同じ箇所を負傷したり、ガメラが傷の回復のために眠りに就くのと同時に眠りに就き、ほぼ同時に目覚めたりするまでに強かったが作品が進むにつれ、その傾向は徐々に弱まって行き、『2』の中盤で途絶えたような描写がある。

#### 作中における行動
永い眠りから目覚めたギャオス3体と、人の手によって偶発的に復活したガメラが日本各地で激戦を繰り広げていく。しかし、草薙浅黄の勾玉を通した「人間の祈り」を受けて周りの炎やコンビナートのエネルギーを吸収して復活し、最後のスーパーギャオスと「ハイ・プラズマ」と「超音波メス」で対決して勝利を収め、戦いの後は浅黄の傷を癒して海に去った。
ギャオスとの戦いから1年後。宇宙怪獣レギオンの飛来を察知。レギオンの地球上での繁殖と、共生生物「草体」の種子発射によるレギオン拡散を阻止するために戦う。しかし、強敵に苦しめられ、仙台では草体種子の発射は防ぎながらも大爆発に巻き込まれて炭化して仮死状態に陥るが、こちらでも浅黄の関与による「人間の祈り」により復活。直後に空へ飛び立ち、足利市から群馬、埼玉県境にかけて東京を目指して進行するマザーレギオンと自衛隊との交戦の最中に降り立ち交戦し、人間との共闘の末に最後の手段として地球のエネルギー「マナ」を体内に取り込み、「ウルティメイト・プラズマ」を発動させてレギオンを粉砕した。
レギオンとの戦いから3年後。先のレギオン戦において大量のマナを消費した影響で、地球各地に大量発生したギャオス・ハイパーを倒すために奔走。その過程で覚醒したギャオス変異体であるイリスと戦うこととなる。その過程で大量の人間の犠牲者を発生させたことで人類から敵視され、ガメラを両親の仇と恨む少女、比良坂綾奈の憎しみを取り込んだイリスの覚醒に伴い再び日本へ飛来し、敵との戦いで胴体に穴が開き左手を失うなどのダメージを受けながらも比良坂綾奈を救出して、「バニシング・フィスト」を用いてイリスを倒す。
綾奈を浅黄と長峰たちに返して蘇生を見届けた後、半壊した京都駅を後にすると、右腕を喪失した深手状態のまま、世界中から日本上空に迫りつつあるギャオスの大群との戦いを前に咆哮を上げ、自衛隊が総力戦を決意し陸・海・空全部隊が攻撃対象をガメラからギャオスに変更したところで物語は終わる。
金子修介はガメラがギャオスハイパーの大群に勝利すると述べているが、伊藤和典はラストに登場したギャオスハイパーの大群はあくまでも「第一波」であると考えており、ガメラが勝利したかどうかについては（金子よりは）疑問を抱いている。なお、予算やストーリー上の都合で却下されたが、金子は本来は『3』はガメラがギャオスの大群に勝利することを描き切りたかったとしている。その後については、非公式ながら『ガメラ4 真実』や『ガメラ 大怪獣絶唱』で描かれることとなる。
この他にも、 『ガメラ対モルフォス』『ガメラ外伝Ver2.5』『大怪獣激闘 ガメラ対バルゴン COMIC VERSION』『ガメラ：宇宙の守護神』は平成三部作の世界線から派生しており、モルフォス、シーギャオス、火炎属性のギャオス、バルゴン、ジグラ、バイラスとも戦っている他、ジャイガーや竜や麒麟や鳳凰の様な個体なども含めた未完成や培養途中の怪獣が複数登場している。

#### 身体機構
細胞
再生能力に優れているため、たとえ負傷しても短時間のうちに回復する。『2』では、草体の大爆発に巻き込まれた際も表面の細胞が炭化して固まっただけで、内側に新たな細胞が再構築されており、祈りの力を得て復活できた。『3』では、ギャオス・ハイパーの超音波メスの直撃を受けても大部分を跳ね返すほどの耐久性を身に着けている。
甲羅
頑丈で、ギャオスの超音波メス程度なら昭和版と同じく防ぐことができるが、ギャオス以降の敵怪獣の攻撃も強力になっており、決して無敵ではない。昭和版とは異なり甲羅に身体を引っこめての防御は行わず、『3』で、回転飛行中に鋭利な甲羅の縁を利用した「シェル・カッター」が甲羅を使った唯一の戦法となる。
初期稿では甲羅に「光沢」を発生させてギャオスの超音波メスを反射させる能力が考案されており、後述の通り『GAMERA -Rebirth-』では怪獣の基本的な能力として体表に生成する「シールド」がある。
力（パワー）
腕力に任せてレギオンの大角を強引に引きちぎり、自分よりも遥かに大柄なレギオンを足止めするなど、怪力の持ち主である。その一方、イリスに取り込まれた綾奈を救出し、長峰や浅黄たちにそっと返すなど、繊細な扱いもできる。
目
人間に換算すると30.0という驚異的な視力を持つ。
ガメラブレイン（大脳）
三半規管が発達しているため、円盤飛行などによる高速回転でも目が回らない。知能も高い。
テレパ・ブレイン（小脳）
超古代文明の勾玉を持った草薙浅黄との精神波を送受信する。
熱エネルギー変換炉（プラズマ変換炉）
ガメラが全身で吸収した炎、高圧電流、核燃料などから発せられる熱エネルギーを、血液中の電子、陽子、原子核と融合させることで、プラズマエネルギーに変換・貯蔵しておく器官。地球の生命エネルギー「マナ」も、ここでプラズマエネルギーに変換される。全プラズマエネルギーを解放した際のパワーは、予測不可能である。
エルボークロー（邪斬突）
両肘にある鋭い爪のような突起。『1』では普段は肘の中に収納されており、任意で突出させることができる。ギャオスとの格闘中に肘打ちのような動作でダメージを与えた。『2』以降は常に飛び出した状態になっている。
『1』では組み付いてきたギャオスを遠方まで吹き飛ばし、『2』では自身の数倍の体格はあるレギオンを大きく後退させるなど、非常に強力な武器である。
カーフクロー（邪撃脚）
ふくらはぎにある蹴爪状の突起。相撲の内掛けの要領で敵を転倒させるが、イリスには通用せず、自分が転倒した。
ヴァリアブル・シェル（可変甲殻）
『3』で回転ジェットから着地する際、甲羅の表面を逆立てる。

#### 攻撃技
ハード・スラップ（玄武掌）
登場作品：『1』
主に格闘戦で多用される拳打。
福岡港では飛翔する幼体ギャオスを叩き落とした。建物を破壊する際にも用いられることもある。
ラッシング・クロー（激突貫）
登場作品：『3』
鋭利な爪で相手の皮膚を引き裂く攻撃。作中では、イリスの胸を貫き体内に取り込まれた綾奈を救出する。
ブレイク・ファング（餓裂牙）
登場作品：『1』『3』
鋭い牙と、強力な顎の力を用いた噛み付き攻撃。一度食らいついたら離さない。ギャオスはこれを受けて、自らの足を切断してようやく脱出する。イリスとの空中戦でも使用。
アメコミ作品『ガメラ：宇宙の守護神』では、エルボークローではなく下顎の2本の牙を使ってギャオスに斬撃を繰り出している。
シェル・カッター（旋斬甲）
登場作品：『3』
回転ジェットによる体当たり攻撃。『3』のガメラの特徴であるとがった甲羅の側面で敵を切り裂く荒技。イリスとの空中戦で使用しているが、接近しすぎたために直後に超音波メスで切り刻まれて流血してしまった。
類似した技は『ガメラvs.不死鳥』や『GAMERA -Rebirth-』に登場した。
プラズマ火球（烈火球）
登場作品：『1』『2』『3』
口からエネルギー火球を放つガメラの必殺技。
体内に貯蔵したプラズマエネルギーと酸素を喉にあるチャンバーで融合・圧縮することで強力な電離作用が発生し、凝縮されたエネルギーが火球となって口から噴射される、超放電と超光熱を伴う現象である。万物を瞬時に燃焼させる威力を持ち、連射も可能。作品が進む毎にその威力は上昇していく傾向にある。
ハイ・プラズマ（超烈火球）
登場作品：『1』『2』『3』
自力または外的要因を用いて通常の120パーセント以上の出力で放つプラズマ火球。破壊力は大きいが、通常のプラズマ火球と違って速射はできず、発射前には幾分時間がかかっている。
アニメージュに掲載されたMoo.念平による漫画作品『ガメラ対モルフォス』では、「偽ガメラ」に変化する強敵「モルフォス」を撃破した技として全身を赤く発光させて放つ強力な火球を披露しており、『小さき勇者たち〜ガメラ〜』の「トト・インパクト」と類似した描写になっている。
ウルティメイト・プラズマ（究極超烈火球）
登場作品：『2』、『ガメラ2000』、『4』
『2』で使用された究極の必殺技。ガメラが天に向かって咆哮すると地球のエネルギーであるマナが頭上に集まり始め、これを体内に収束してプラズマ変換炉でプラズマエネルギー化し、貯蔵限界までチャージした後に腹甲を開いてプラズマ変換炉を露出し直接放射するという非生物的な様相を持つ。
巨大なプラズマの奔流はハイ・プラズマさえ比べものにならない大威力で、レギオンの巨体すら一瞬で粉砕し焼き尽くすほどだが、ガメラの生涯において一度しか使えないとされる。
非常に強力だが、地球のエネルギーであるマナを大量に消費するため、この技の使用は地球環境のバランスを崩してしまう恐れがある。『3』の世界各地で起きたギャオス・ハイパーの大量発生も、この技を使ったことが原因の一つだった可能性が示唆されている。
後述の通り、てしろぎたかしによる漫画版では子供達の想いが光の帯となってガメラに届くという描写になっている。
バニシング・フィスト（爆熱拳）
登場作品：『3』、CRガメラ
ガメラが対イリス戦の土壇場で見せた逆転の技。イリスの放った偽プラズマ火球（オーバーブースト・プラズマ）を、比良坂綾奈への償いとして自分で切り落とした右腕の切り口で受け止め、そのエネルギーを吸収して「炎の拳」へ変化させたものである。イリスの腹部の傷に繰り出してねじ込み、体内から爆散させて勝利した。
「CRガメラ」シリーズでは、腕を失うこともなく通常の技として使用している。
『マンガボーイズコミックススペシャル：大怪獣ガメラ』には「プラズマ掌打」という技が登場しており、『GAMERA -Rebirth-』に登場した「燼滅手」の英語表記も「Vanishing Fist」である。
火炎噴射
登場作品：『3』、『ガメラ：宇宙の守護神』、『攻城戦記◆バハムートグリード』、CRガメラ、『ガメラ4 真実』など
本編で厳密に使用している場面はないが、関連作品では使用している。『ガメラ：宇宙の守護神』ではギャオス自身も火炎を吐くが、ガメラはメキシコの戦闘でギャオスを上空からの火炎噴射で撃破している。
バーナー
登場作品：『4』
四肢のいずれかを甲羅に引き込み、プラズマエネルギー噴射口から長大なエネルギーの剣を噴出させる。本来は『2』または『3』での使用が予定されていた。対アルビノギャオス戦で使用され、勝利の決め技となった。
ホーミング・プラズマ
登場作品：『4』
目標を自動追尾するプラズマ火球であり、これによってガメラは次の目標に素早く集中できるが、イリスの念力によって逆に火球がコントロールされる危険性がある。こちらも本来は『2』や『3』での使用が検討されていた。
テレビゲーム『ガメラ 2000』では、ガメラが通常の技として敵を追尾するプラズマ火球を複数同時発射する。

#### その他の能力
飛行
昭和版と同様に、四肢を収納して回転する「回転ジェット（円盤飛行）」と、後ろ脚を収納して飛行する「ロケット飛行」を使い分けて飛行しており、（上述の通り本来は『1』での使用が予定されていたが許可されなかった）前腕をヒレ状に変形させる「ロケット飛行」の形態は『2』から導入された。
テレパシー
本編中では、勾玉を介して草薙浅黄と交信し、肉体的な損傷などが両者にリンクする場面も存在する。なお、たかや健二による漫画版では浅黄自身が勾玉を手にする以前からガメラとギャオスに関する予知夢を見るだけでなくガメラの行動を感知できるという特殊な人物である事が示唆されており、終盤では浅黄だけでなく直哉（浅黄の父）と長峰真弓と米森良成もガメラに力を与えていたとされている。
『ガメラ対モルフォス』では、勾玉を持たない主人公の少年との間に精神リンクが発生して、少年のアイディアをテレパシーとして共有した事でガメラがモルフォスを倒すきっかけが生まれた。
人間の治癒・蘇生
『ガメラ 大怪獣空中決戦』では、劇中での最後のスーパーギャオスを倒した後、草薙浅黄に礼のような動作を見せたうえで浅黄の頬や腕の傷を一瞬で治している。『ガメラ3 邪神覚醒』では、人工呼吸と心臓マッサージによる心肺蘇生法でも目を覚まさなかった比良坂綾奈がガメラの咆哮直後に目を覚まし、イリスによって弾き飛ばされていた守部龍成もほぼ同時に目を覚ましている。この時の浅黄と長峰真弓の反応から、ガメラが綾奈または龍成も含めた2人を蘇生したとうかがえる描写がされている。
金子によると、ガメラが二人を蘇生した際には周囲の精気がマナを吸収したことが原理として挙げられるが、肉体が四散してしまった倉田と美都の蘇生は不可能だったとされる。
『ガメラ2 レギオン襲来』では一転して、焦土と化した仙台にて人々がガメラに祈りを捧げ、草薙浅黄の勾玉によって超常的な現象が発生してガメラが復活するという描写が見られる。また、映画ではマナの帯がガメラに集結したが、てしろぎたかしによるコミカライズ版では子供達の気持ちが光の帯となってガメラに集まるという描写になっている。
噴火
2003年の漫画作品『大怪獣激闘 ガメラ対バルゴン COMIC VERSION』にて披露した能力であり、何らかの超常的な力によって地面や火山を意図的に噴火させる。バルゴンに凍結されたアスファルトの地面を噴火させて自身も回復し、さらにエネルギー補給のために火山帯に飛来して火山を噴火させている。
地震
『ガメラ対モルフォス』において、相模湾にて復活した際にマグニチュード7の地震が発生しており、ガメラの体温も5,000度に達していた。
再生能力
Moo.念平による『ガメラ3 邪神覚醒』のコミカライズ版では、映画版と異なりイリスの「オーバーブースト・プラズマ」に頭部を直撃され、頭部を一時的に破壊されたが瞬時に再生したかのような描写がされており、映画版における「バニシング・フィスト」の代わりにその炎を取り込んだ「プラズマ火球」または「火炎噴射」を用いてイリスを撃破している。

#### トラウマガメラ
『ガメラ3 邪神覚醒』劇中の序盤で、比良坂綾奈の悪夢に出てきた妄想上のガメラ。スーツアクターは大橋明。スーパーギャオス襲撃の際に両親と飼い猫を亡くしたことでガメラを逆恨みする綾奈の夢の中に登場し、綾奈の怨念に影響された禍々しい姿を持ち
、より一層ガメラへの憎悪を増させる要因となった。
当初は粉塵越しの不鮮明な姿であったが、終盤でイリスに取り込まれた綾奈が見たのは現実のガメラとは大きく異なる姿であり、ギャオスとの対比から綾奈に真実を気付かせた。

#### 偽ガメラ
『ガメラ対モルフォス』で登場した、変幻自在の液体型生物「モルフォス」がガメラに変身した姿。肉体の特性のために攻撃を受けても瞬時に修復し、（ガメラを模した姿の状態で）口、両腕、腹部からレーザービーム状の攻撃を発射する。また、それ以外の形態でも形態変化による様々な近接攻撃を披露している。
同名のキャラクターはエンジェルによるゲームボーイ用のテレビゲーム作品『ガメラ 大怪獣空中決戦』にも敵として登場している。

#### ガメラ4 真実
既存の個体と新たな個体が登場する。

### 新生版のガメラ
| 基本データ アヴァンガメラ / トト（志摩出現時） / トト（名古屋出現時） |                        |                            |                            |
| 分類                                                                  | カメ類                 | カメ類                     | カメ類                     |
| 年齢                                                                  | 不明                   | 0歳                        | 0歳                        |
| 体高                                                                  | 35 m                   | 8 m                        | 30 m                       |
| 体長                                                                  | 55 m                   | 10 m                       | 50 m                       |
| 甲羅長径                                                              | 不明                   | 不明                       | 29.7 m                     |
| 甲羅短径                                                              | 不明                   | 不明                       | 24.7 m                     |
| 体重                                                                  | 1,200 t                | 不明                       | 900 t                      |
| 大気圏内飛行速度                                                      | 不明                   | 不明                       | 不明                       |
| 水中潜航速度                                                          | 不明                   | 不明                       | 不明                       |
| 歩幅                                                                  | 不明                   | 不明                       | 不明                       |
| エネルギー                                                            | 熱エネルギー           | 熱エネルギー               | 熱エネルギー               |
| 武器・技                                                              | 火球 自爆              | 火球 火炎噴射 回転ジェット | 火球 火炎噴射 回転ジェット |
| 生息地                                                                | 火山帯のどこか（推測） | 火山帯のどこか（推測）     | 火山帯のどこか（推測）     |

スーツアクターは佐々木俊宜。幼体の撮影には本物のケヅメリクガメが用いられた（一部CG）。
1973年の個体（アヴァンガメラ）と2006年の個体（トト）が登場したが、両者の関係は厳密には明らかになっていない一方で、『ともだち 小さき勇者たち〜ガメラ〜』では雨宮教授が遺伝子が同一である事から両者を「同体」と結論付けている。同著ではオリジナルギャオスも全個体が「同体」であるとされているが、ギャオスを指す「同体」は「全個体が同じ自分」またはクローンに類する存在であるとされる一方で、一ツ木の（「同体」という特徴を踏まえた）「ガメラもギャオスと同様なのか」という質問を雨宮は否定しており、「親子ではなくアヴァンガメラがトトになった」という表現が用いられている。ガメラもギャオス細胞（GU細胞）も正体や起源が不明であり、『ガメラ2006 HARDLINK』ではガメラ細胞の復元結果を見た世界的な科学者の一人が衝撃を受けた末に自殺しており、『ともだち 小さき勇者たち〜ガメラ〜』では雨宮が、ガメラの生態的な特徴から「神に最も愛された生物」や「神そのもの」という表現を取っている。また、同著では「赤い石」運ぶ子供達の心情が描かれており、石の影響を受けた子供達が、「自身が生まれる以前の大昔の記憶」を「思い出す」という描写も見られた。
作品内で孵化し、卵を見つけた相沢透によって「トト」と名付けられた。トトは最初は透の手に乗るほどの大きさであったが急速に成長した。なお、アヴァンガメラもトトもオリジナルギャオスも、体重がこれまでのガメラやギャオスよりも大幅に増加しているが身長や体長は大きく小型化しており、厳密な正体は不明で超古代文明との関連性も明らかになっておらず、鳴き声は変更されている。トトはアヴァンガメラが自爆した後から周辺で確認され始めた「緋色真珠」と、トトの卵に付随していた「赤い石」によって急速に成長していく。また、1973年にのみ発見された「緋色真珠」の売上は怪獣災害からの一帯の復興に大きく貢献しており、町民の中にはこれらの真珠を「守護天使の欠片」と呼んだりお守りとして携帯するという傾向も見られるようになった。
33年前（1973年に相当）、オリジナルギャオスの群れに志摩半島が襲われるシーンから入る。昭和ガメラのように「人を助けるため自ら怪獣に挑む」という設定になっており、小説版の一つ『僕とトトの物語』では、アヴァンガメラは人間たちを守って彼らが山に逃げる時間を稼いで戦闘に巻き込まないために、あえてオリジナルギャオスに対して火球を使わずに体当たりでギャオスを誘導していたとされる。また、平成三部作のように子供と共感して力を発揮するシーンも見られる。『ともだち 小さき勇者たち〜ガメラ〜』では、日本を襲撃したオリジナルギャオスの総数が不明であり、波切の戦いでも登場人物が視認できただけでも最低でも7体のギャオスがいたとされている。ガメラが文明の産物ではなく、子供とガメラの成長物語であるということを強調している点も、平成三部作とは異なる部分である。なお、厳密な公式の存在ではないが、プロモーション用の公式ブログではトトの兄弟と妹達が登場している。
『ともだち 小さき勇者たち〜ガメラ〜』では、総個体数不明のオリジナルギャオスと宇宙ギャオスが登場している他、ジーダスと同様に「（ギャオス細胞で怪獣化した）不完全体」として出現した怪獣としてG-バルゴン、G-バイラス、G-ギロン、G-ジャイガーと子ジャイガー、G-ジグラが登場しており、宇宙ギャオス以外はトトとの戦いで全滅している。

#### 身体機構
ガメラアイ
視力30.0だといわれ、紫外線や赤外線を捉え、暗闇や深海でも見ることができる。
筋肉ヒートマッスル
熱エネルギーによって筋力を増大させる。
ガメラファング・ガメラクロー
牙と爪。格闘戦で威力を発揮する。成長途中のトトは威力を発揮できない。
DNA
『ガメラ2006 HARDLINK』にて、アヴァンガメラのDNAはギャオスのDNAを死滅させる効果が確認されている。また、世界的頭脳と呼ばれる12名の科学者が多数のスーパーコンピューターを用いて地球の環境を再現した「地球シミュレーター」を作り出し、22年という歳月を経てガメラ細胞を99%模倣したモデルを完成させている。しかし、実験結果を見た科学者の一人が何らかの理由で自死している。また、『ともだち 小さき勇者たち〜ガメラ〜』では、雨宮が怪獣の起源と生態に関する複数の仮説を立てており、ガメラ細胞（GA細胞）とギャオス細胞（GU細胞）は互いにナチュラルキラーの関係にあり、ジーダスや他の怪獣がトトの殺傷を目論む理由の一つとされている。
手足のトゲ
トトの未発達の手足のトゲは、乳歯の下の永久歯のように、体内に隠されている。
高密度骨格
頑丈で軽量な骨は、未知の構成物で成る。
炎紋章
アヴァンガメラとトトの腹部には「炎」のように見える「炎紋章」が存在し、後述の「トトインパクト」や自爆の際に赤い石と同様に赤く発光する。
『ともだち 小さき勇者たち〜ガメラ〜』では、映画版とは異なり螺旋状の紋章を腹部に持つ。火球攻撃や自爆の際などにこの紋章が発光したり光の粒子が発生する。また、紋章以外の体の各部からも光の粒子が発せられる場面が見られる。

#### 能力
火球・火炎噴射
アヴァンガメラ・トト共に使用している。子亀や10メートル級のトトは予告編・本編共に予告編・本編共に火炎を単発噴射していて、小説版の一つでは火炎噴射とされている。それ以外は、通常色の火炎に朱色の火炎が混ざった火球を発射する。アヴァンガメラの火球は煙の尾を、トトのトトインパクトは光のような尾を引く。
『ともだち 小さき勇者たち〜ガメラ〜』では、火球や火炎噴射の際には腹部の螺旋模様が発光したり光の粒子が発せられる。巨大化後のトトは通常の火球でもGバイラスを撃破しているが、「赤い石」を摂取したトトの攻撃力は劇的に上昇しており、「トトインパクト」に該する火球ではないが通常の火球は口から発した瞬間に3倍以上に拡大・高速回転しながら炎の尾を曳く事から「火炎のビーム」と表現されている。火球はGジャイガーやジーダスを一撃で撃破する威力を持ちながらも連発が可能であり、火炎噴射は倒壊した高層ビルを貫通した状態でGギロンを浮かせながら瞬時に撃破している。
飛行
この作品ではアヴァンガメラは一切飛行しておらず、トトも幼体時の空中浮遊や、回転ジェット飛行は見せても、尾と後ろ足だけを収納したジェット噴射飛行形態は披露していない。なお、トトの回転ジェットは飛行機雲のような尾を引く。子亀のトトは、四肢や首をひっこめず空気のようなものを噴射して浮遊していた。なお、作中では見せていないが後ろ足からのジェット噴射だけでも飛行が可能とされる。
『ともだち 小さき勇者たち〜ガメラ〜』では、映画版とは異なりアヴァンガメラは波切の戦いでも飛行しており、回転ジェットだけでなく両脚からのジェット噴射でも飛行している。
索敵・交信能力
頭部に脳（正義脳）の他、スピリッツ・クリスタルと呼ばれる勾玉状の器官を眉間の奥に持ち、人間とのテレパシーを行ったり、人間の言葉を理解したり、悪の怪獣の出現を察知する能力を持つ。その際、赤い石が共鳴して発光する。
身体能力
『僕とトトの物語』では、昭和版のようにアクロバティックな動きを見せており、ジーダスを倒す際にハープーン舌をつかんで宙返りして、ジーダスの口に火球を命中させて倒した。
『ともだち 小さき勇者たち〜ガメラ〜』では、原理は不明だがトトが主役の少年の一人であるイシマルの技である横掛けを用いてGギロンを利用してGバルゴンを撃破している。
自爆
アヴァンガメラが最後の手段として使用した。全身が朱色に発光し、虹彩に火炎状の光沢が宿り、体内の全エネルギーを放出して強烈な発光と共に爆発する。オリジナルギャオスを全滅させただけでなく、波切の大王崎の半島を分断する破壊力を持ち、その後周辺では「緋色の真珠」が取れ、名産品となって被災地の復興に貢献した。この真珠は、爆散したガメラのエネルギーの固形体と推測されていた。
『ガメラ2006 HARDLINK』では、アヴァンガメラが自爆した後に10万人を10年間動員する大規模な調査が行われたが、ガメラの痕跡は細胞や肉片一つすら発見されなかったとされている。『ともだち 小さき勇者たち〜ガメラ〜』でも同様に爆心地ではガメラ細胞（GA細胞）は一切採取されず、自爆以前に採取されていた血液が唯一の遺伝子に関する資料であり、雨宮はアヴァンガメラとトトの遺伝子の一致等の理由から両者が「同体」だと結論付けている。
マット・フランクによる『ガメラ：最後の希望』でも、本作のデザインに準拠したガメラとガメラの卵と赤い石が登場している。
トトインパクト
トトがジーダスを倒す際に使用した火球。自爆と同様、腹部の炎紋章の発光から始まったため、人類には自爆の兆候と誤解された。その後全身が発光し赤熱化し、朱色の火球を発射した。
技名は（昭和のバイラス以降の敵怪獣の名前と同じく）一般公募であり、最終候補には「ガメラバズーカ」「ガメラダマ（牙滅羅魂）」「ガメバウアー」「ととんぱー」「トト勇気球」「アースボール」「ブラストキャノン」「ド根性ファイヤー」「ちょい悪火球」「じばくと思わせるビーム」「アルファベータ・ガメラ」「アステカ」などが存在した。また、火球の様相は『スタートレック』シリーズの「光子魚雷」に着想を得ている。
上述の通り、平成ガメラ三部作の世界観の漫画作品である『ガメラ対モルフォス』でも、モルフォスを撃破した技として全身を赤く発光させて放つ強力な火球が存在する。

### 『GAMERA -Rebirth-』のガメラ
| 基本データ | | | |
| 体高       | 60 m | | |
| 体重       | 800 t | | |
| 飛行速度   | マッハ3（高度1万メートル以下） マッハ6（高度3万メートル以上） 秒速20km（マッハ58以上、地球重力圏突破時） | マッハ3（高度1万メートル以下） マッハ6（高度3万メートル以上） 秒速20km（マッハ58以上、地球重力圏突破時） | マッハ3（高度1万メートル以下） マッハ6（高度3万メートル以上） 秒速20km（マッハ58以上、地球重力圏突破時） |
| 武器・能力 | 火焔弾など 怪力 飛行                                                                                     | | |

#### 概要
他の怪獣と同様に、10万年前まで存在した超古代文明が戦争と人口の調節装置として生み出した。そのため、他の怪獣とはプラズマや電磁波や重力の生成や「シールド」の使用など共通する能力や身体機構を有しており、ギャオスとジグラ、ジャイガーとバルゴンが同系統であるのと同様に、ガメラもギロンなどと系統を共有している。『GAMERA -Rebirth- コードテルソス』にて、超古代文明の「エリシタニア」の出身であり怪獣の研究開発に携わってきた同作の主人公のルシアスが、貴族階級による人口調節案の「テルソス計画」の発動に際して、妹のシーカにガメラの設計図を託した後に自死している。また、小説版にて佐々木宗篤が少年時代にガメラと遭遇していたことが明かされており、また、その際に佐々木少年が目撃した遺構からガメラが古代文明の崩壊当時（10万年前）に24種類の怪獣と戦っていたことが示唆されている。
全体的に大柄な体躯をしている。昭和作品のガメラと同じ身長だが体重は10倍に増加しており、『小さき勇者たち〜ガメラ〜』のガメラに近い体重設定である。体内の「オリリウム」の反応炉で発生させたプラズマエネルギーを全身に循環させる。その際、プラズマが甲羅を中心に体内で円を描いて流れている。また、骨格の構図には人間を思わせる部分も存在するとされる。
2015年の50周年記念映像に登場したガメラを参考にデザインされており、尖った鼻先や甲羅の形状などの細部は2015年版に類似しているが、全体的な体色や首元の装甲、大型化した手足などの変更点も少なくない。また、『小さき勇者たち〜ガメラ〜』のガメラと同じく腹部が発光するが、こちらでは緑色になっている。体色は平成3部作以来となる黒を基調としたものになっている。目は平成3部作や『小さき勇者たち〜ガメラ〜』と同様に緑色であるが、これまでよりもより鮮明な色彩を持つ。全身に装甲状の鱗を持つ。戦闘時や飛行時などに胸元や喉元の周辺などが青色や緑色などに帯電する。
未使用のアイディアとして、（平成三部作で実現できなかった）後ろ脚もヒレに変形させる「水中航行形態」や、全怪獣に予定されていた補助用の「足裏のキバが付いた吸盤」などがある。

#### 能力
火焔弾（Magma Blaster）
口からプラズマエネルギーとパルス放電を併用し、粘性のある強力な"プラズマ火球"である「火焔弾」を発射する。高速回転するマグマ状のコアを持ち、パルス放電は特定の波長を持つため、敵の怪獣の「シールド」を中和・貫通し、小型の怪獣であれば直撃しなくても超高温とパルス放電によって死亡する。着弾点に衝撃波が発生し、ジャイガーが余波で転倒している。火球の発射時には目の周囲や首筋から火炎の発光が見え、攻撃をチャージする段階で胸元が帯電する。また、連続して発射することもできる。
燼滅手（Vanishing Fist）
前腕を超高熱に加熱して触れる敵を攻撃・焼却する近接技。ジャイガーが体表から発する耐熱性の粘液を突破するために使われた。
小説版では、胸部から発生した電撃が腕へと伝わり、大量の水蒸気と共に技が発動するとされている。また、こちらではエスギャオスに対しても燼滅手を使用しているが、エスギャオスの異常な自己再生能力ゆえに決定打にはならなかった。
電磁衝撃波
胸部に電撃を発生させ、電磁パルスを伴う衝撃波として発射する。人類のミサイルを無力化してレーダーを攪乱したり、ジグラのエコーロケーションを混乱・ダメージを与え、エスギャオスに対しても使用された。また、ジグラを対馬オメガ局に誘導するというジュンイチの作戦にも、この電磁衝撃波の波長パターンを解析したデータが用いられた。
シールド
他の怪獣と同様に、体表に不可視の「シールド」を発生させ、通常兵器の攻撃によるダメージを軽減する。月に向かった子供たちを追うバイラスとの戦闘では、重力をコントロールしてバイラスの荷電重粒子砲を反射し、後述の「弾丸飛行形態（第二飛行形態）」の状態で体当たりしてバイラスを撃破した。
火焔旋撃（Plasma Roller）
ギロンを倒した技であり、回転ジェットの状態で甲羅の先端を刃物状に変形させ、マッハ5で回転して敵を切り裂く。特定波長のパルス放電によって敵の「シールド」を中和・貫通する。
火焔烈球（Plasma Sphere）
「火焔旋撃」の応用技であり、垂直回転を付与させることで巨大な高速回転する球体となって敵を粉砕する。石垣島・崎枝半島にてエスギャオスに対して使用され、超音波メスも無効化していた。
荷電重粒子砲（Moon Buster）
バイラスと同様に、プラズマエネルギーを使用した荷電重粒子ビームを光輪と共に発射する。地表から月の地下施設を狙撃し、月ごと貫通するという威力を見せるが、この攻撃に全ての残存エネルギーを費やすと、ガメラの全身が青い発光と共に炭化・霧散してしまい、次のガメラの「卵」が残される。
身体能力
ジャイガーを頭上高く持ち上げたり尻尾を掴んで勢いよく叩きつける怪力を持つ。また、敵怪獣に走りながら素早く突進したり、ジャンプをして敵との距離を詰める場面も存在する。
劇中では未披露だが、敵に体当たりする際は四足歩行からの前傾姿勢を見せたり、爪を使ってギャオスの首を切断することも可能である。
再生能力
他の怪獣と異なり、人間や他の怪獣を捕食して回復・成長する描写は存在しないが、強力な再生能力を持ち、ギロン戦で失った左目と腹部と甲羅の穴は傷跡が残るもののバイラス戦時には回復していた。「オリリウム」のエネルギーの適切な投与によって再生能力が加速する。しかし、ギロン戦で失った右腕は回復しきっておらず、エスギャオスに襲撃される際にも全身が骨折を負っているなどの重傷状態であった。
飛行
プラズマジェットを噴射して飛行し、体内で液体燃料を生成・点火することでさらに速度を増す。平成3部作同様、後ろ足からのジェット噴射での飛行時には腕をウミガメのヒレ状に変形させる（通常飛行形態）。また、その際はヒレの後部からもジェット噴射を追加で行っている。複数のミサイルの追撃を翻弄する機動性を発揮する。
前腕を収納することで空気抵抗を減らし、頭部を出す飛行形態も存在し（弾丸飛行形態/第二飛行形態）、地球の重力圏の突破の際の超高速飛行や体当たりなどに応用が可能である。
回転ジェットの状態では、歴代とは異なり前腕を体内に格納するのではなくて身体に密着する形で畳み込んでいる。
その他
上述の通り、バイラスとの戦闘では重力をコントロールしてバイラスの「荷電重粒子砲」を無効化している。また、歴代と同様にテレパシー能力を持ち、他の怪獣の精神干渉に影響を受けた人間を補助したり、特定の人間とのリンクによって古代の記憶を人間と共有できるが、ギロン戦のようにガメラの傷が子供の体に痛みとしてリンクしてしまう場面も存在する。また、ガメラと接触した子供たちには怪獣の接近を近距離から察知する能力が付与されるだけでなく、ボコやギャオスの群れはガメラと接触する以前からガメラの接近を同時に察知する場面がある。また、ガメラの名前はそれそのものが子供の心に希望を与える効果を持ち、人間も「ガメラ」という名前がなぜか正しい名前であると自然に思うようになるという描写も存在する。

## その他のガメラ
ここでは他会社の作品群にゲスト登場してきたガメラ達を除外しており、『虚実妖怪百物語』の思念体に近いガメラも実在する存在とは明記されていないので除外する。
なお、グラフィックノベルの『ガメラ：最後の希望』は、当初は自費出版された非公式の二次創作であったが、日本でフェーズシックスコミックス出版の『ガメラ:宇宙の守護神』が出版された際に収録され、アロー・フィルムズによるボックス・セットでも収録されているため、同じく二次創作作品である『ガメラ4 真実』と同様に本記事に記載する。

### 『GAMERA』
| 基本データ |               |
| 別名       | 地眷神        |
| 体高       | 65-70 m       |
| 武器・能力 | 火炎噴射 飛行 |

2015年のガメラ生誕50周年記念でKADOKAWAが制作したプロモーション映像に登場したガメラ。オールCGで表現されており、2023年の『GAMERA -Rebirth-』のガメラのデザインに影響を与えている。
前作同様、全体的に茶色い体色をしている。歴代よりも前傾姿勢が強く、甲羅も図体に比べて大きく、甲羅から血液が流出したような跡があり、煙が上がっている。上顎よりも分厚い下顎を持ち、尖った鼻先と黄金色の小さな目を持つ。2023年に発売された書籍『平成ガメラ造型写真集』にて正式にモデルが公開されたが、実際の映像作品とは異なりより昭和・平成三部作に近い黒っぽい体色にリペイントされている。角川の当初の要請は体高が100メートル以上だったが、東京の路地に立つのに大きすぎると石井が感じたために変更された。
東京に襲来したギャオスの群れに立ち向かい、全滅させるが、その10年後に現れた新たな敵に対し、再び現れて立ち向かう。

#### 能力
火炎噴射
火山の噴火のような爆炎を噴射する。昭和のガメラとは異なり、空気を大量に吸い込んでチャージする描写がある。小型とはいえ遠方のギャオスの大群を一瞬で殲滅する火力と射程と範囲があり、被弾したギャオスの体が沸騰・破裂したり、前方の市街地そのものが消滅している。
飛行
ニューヨーク・コミコン限定のTシャツにラフスケッチが掲載。四肢を引っ込めた状態で頭部は出し、甲羅から「ブースター」を噴射している。

### ガメラ対不死鳥
高橋二三による新作の企画から誕生した小説『ガメラ対不死鳥』では、それまでの昭和ガメラとは別にナスカの地上絵の地下から出現した平成三部作の特徴を持つ新たなガメラが登場し、人類による環境破壊によって復活し不死ゆえに苦しみ自死を遂げようとするフェニックスに対処・再封印したが、人類による環境破壊から地球を守るためにオゾンホールを自身の体で塞ぐという自己犠牲を行った。この結末はガメラとフェニックスの双方が人間による環境破壊のために犠牲になり死ぬこともできないという描写になっている。ただし、昭和ガメラとこの新ガメラの関連性は明らかにされていない。

### 妖怪大戦争ガーディアンズ外伝 平安百鬼譚
| 基本データ |                      |
| 別名       | 玄武                 |
| 体高       | 不明                 |
| 武器・能力 | 火球 飛行 物質化現象 |

三池崇史による大魔神が登場した『妖怪大戦争 ガーディアンズ』のスピンオフ前日譚である『妖怪大戦争ガーディアンズ外伝 平安百鬼譚』に登場した個体であり、神とも神獣ともされている。「妖怪シリーズ」では、劇中でガメラが言及される場面は同様に三池の監督作品である前作『妖怪大戦争』にも存在したが、ガメラに該当するキャラクターが実際に作中に登場した事はこれまではなかった。作中では一貫して「玄武」として呼ばれる。
下顎に長い牙を持つなど明確にガメラの姿として描写され、火球と回転ジェットと両脚からのジェット噴射による飛行も披露している。大江山とその周囲から出現した「玄武」の霊体（精気）が（ダイモンに関連付けられた安倍晴明の魔力を受けた）鵺と戦うために物質化現象を経て実体化し、その際に人間の言葉を話す謙虚で恥ずかしがりな「老女」として描かれている。妖怪と人間だけでは安倍晴明と鵺の軍団に対抗できない場面で「玄武」が顕現し、鵺を火球や回転ジェットで圧倒して撃墜し、鵺が六尺程度（約1.8メートル）に小型・弱体化した事を確認すると妖怪と人間達が使命を果たせる様に彼等に顛末を一任して人知れず姿を消した。
「ガメラ」という名前こそ言及されていないが、「玄武」自身が「かつては玄武と呼ばれたこともあった」と発言し、太郎坊も「玄武であるが玄武以外の存在でもある」と表現している。一方で、「玄武」を応援する妖怪の喧騒や、妖怪や人間が初めて見るはずの「玄武」の姿と能力になぜか懐かしさと親しみを覚える場面や鵺の顛末に関して言及される場面では『ガメラマーチ』と『ガメラの歌』と『神話』と『ゲゲゲの鬼太郎の歌』の歌詞がそれぞれ導入されている。

#### 能力
火球
通常の火球と息を大きく吸い込んで発射する火球を使用しており、鵺を圧倒した。
飛行
回転ジェットと両脚からのジェット噴射で飛行しており、体当たりを行うなど鵺を翻弄した。「玄武」が顕現する以前に主役側の妖怪と人間が鵺に苦戦した理由の一つが鵺が常に浮遊しているためであり、本著では玄武は最初の火球を使った後は空中戦のみを行っている。
その他
物質化現象を経て顕現し、戦いが終わった後もいつの間にか姿を消していた。また、人語を話し、妖怪も人間も初めて会うはずの「玄武」の姿や能力になぜか幼少時から知っているような懐かしさと親しみを覚えるという描写がされている。

### 聖獣戦記 白い影
「ガメラシリーズ」や『大魔神カノン』に携わってきた井上伸一郎による小説作品『聖獣戦記 白い影』にて言及された「玄武」。本作では、バルゴンとジャイガーがそれぞれ「青竜」と「白虎」として登場し、終盤で「玄武」の存在が確認されている。この中で、（「白虎」がどこか竜にも虎にも見えると登場人物は述べているが）ジャイガーの名前は実際に作中で使われ、バルゴンは「青竜」という呼称のみが使われているが、姿の描写と背中から発射する虹光線の能力がバルゴンと合致している。
本作では各怪獣は普段は霊的な存在（神）として扱われ、勾玉を介して特定の人間を各怪獣が契約者として選び、彼らに超人的な身体能力などを授け、契約者が怪獣を実体化した存在として召喚することもできる。各怪獣は本来は神聖な存在であるが、怪獣の力を破壊的な行為などに使うと世界を「霊的」に汚染するともされ、怪獣の実体化には契約者の体力や生命力を大きく費やすために契約者には命の危険が伴う。また、「青竜（バルゴン）」は翼を持たずに飛行し、「白虎（ジャイガー）」は嵐や雷などの天候を操作し、「青竜」の虹光線で倒された際にあるはずの「白虎」の死骸が忽然と消失している。「玄武（ガメラ）」は契約者である日蓮に時間を停止させる能力を授けており、日蓮は元寇の最中の「青竜」と「白虎」の戦いで生じた霊的な「穢れ」を浄化するために動くことが示唆された。

### コスプレ戦士キューティ・ナイト
湯浅憲明の遺作であり「湯浅博士」というキャラクターでも登場している『コスプレ戦士キューティ・ナイト2 帝国屋の逆襲』に登場した「カプセル怪獣」のガメラであり、人間大の大きさを持つ。演じたのは『宇宙怪獣ガメラ』の実質的な続編の漫画作品『大怪獣ガメラ』を担当した破李拳竜。

### ガメラ：最後の希望
マット・フランクとジョシュア・ブゴッシュによる二次創作の『ガメラ：最後の希望』では昭和版・平成三部作版・小さき勇者たち版のデザインに準拠する多数の個体が登場しているが、アレンジを経たデザインを持つ個体も少なくない。
超古代文明が地球上のマナを浪費した結果として龍（ガラシャープ）が大量発生して人類を襲撃し始め、軍隊ではないガラシャープの大群に被害は拡大した。そのため、東西南北を象徴する4名の将軍の合議の結果、「南の将軍」の提案で都市用のマナを転用してガラシャープへの対抗策としてギャオスが生み出された。この他にも、イリスの卵が確認されている。ギャオスはガラシャープの撃退に有用であったものの「魂」を有していないために食欲のままに行動し始めて人間や動物を標的とするようになった。
黒曜石を纏う貴婦人の「北の将軍」はこの状況を憂慮し、「人類を知り人類のために戦う友」を召喚する事を決定した。「希望の勾玉」を媒体に、「北の将軍」の勇敢さを示した事で「地球の精霊」が呼応し、「精霊」の家臣達が人間と結託してガメラ達が生み出された。各ガメラには勾玉を介して通じ合う巫女や戦士が用意されてギャオスの大群と戦うが、ガメラが負う身体的損傷は巫女や戦士にもリンクして発生することもあって、ギャオスの殲滅と引き換えに「北の将軍」と彼女のガメラ以外は全滅した。
再びギャオスが現れることを危惧した「北の将軍」は警戒を解かず、彼女の危惧通りにギャオスの大群が再び発生した。彼女のガメラも復活したが、同時に出現した大型ガラシャープによってガメラと将軍は重傷を負っただけでなく、戦いの決着がつかないことと、地球がこれ以上のマナの消費に耐えられないことを把握したガメラは回転ジェットの状態で火炎噴射をまき散らして大爆発を発生させてギャオスの大群とガラシャープを殲滅したが、同時に都市も破壊され、ガメラは昏睡状態となって環礁の様な形で大洋を漂流することとなった。ガメラの甲羅の上に（『ガメラ 大怪獣空中決戦』に類する）碑石が歴史を記すために設置され、エピローグでは海底の「ガメラの墓場」と「卵と赤い石」が描写されている。

#### 能力
火炎噴射・火球
各個体が使用している。「北の将軍」のガメラは通常攻撃としての火炎噴射の他にも、回転ジェットのジェットを火炎噴射として放出して周囲を攻撃したり大爆発を引き起こし、ギャオスの群れや大型化したガラシャープを葬っている。
飛行
回転ジェット、両脚からのジェット噴射、平成3部作と同様に両腕をヒレ状に変形させる飛行形態を各個体が披露しており、回転ジェットが火炎の尾を引いている個体もいる。

## ガメラシリーズ全作品リスト

### 映画作品

#### 昭和版
| 通番  | 題名                          | 公開日         |
| ----- | ----------------------------- | -------------- |
| 第1作 | 大怪獣ガメラ                  | 1965年11月27日 |
| 第2作 | 大怪獣決闘 ガメラ対バルゴン   | 1966年4月17日  |
| 第3作 | 大怪獣空中戦 ガメラ対ギャオス | 1967年3月15日  |
| 第4作 | ガメラ対宇宙怪獣バイラス      | 1968年3月20日  |
| 第5作 | ガメラ対大悪獣ギロン          | 1969年3月21日  |
| 第6作 | ガメラ対大魔獣ジャイガー      | 1970年3月21日  |
| 第7作 | ガメラ対深海怪獣ジグラ        | 1971年7月17日  |
| 第8作 | 宇宙怪獣ガメラ                | 1980年3月20日  |

#### 平成三部作
| 通番  | 題名                  | 公開日        |
| ----- | --------------------- | ------------- |
| 第1作 | ガメラ 大怪獣空中決戦 | 1995年3月11日 |
| 第2作 | ガメラ2 レギオン襲来  | 1996年7月13日 |
| 第3作 | ガメラ3 邪神覚醒      | 1999年3月6日  |

#### 新生版
| 通番  | 題名                     | 公開日        |
| ----- | ------------------------ | ------------- |
| 第1作 | 小さき勇者たち〜ガメラ〜 | 2006年4月29日 |

##### 平成3部作関連作品
- 1999年 『ガメラ巨大生物審議会』
- 2000年 『GAMERA1999』
  - 庵野秀明による『ガメラ3 邪神覚醒』のメイキングドキュメンタリー。内容の中立性について物議を醸した[73]。
- 『駕瞑羅4 真実』
  - 落語家の林家しん平が自主制作した後日談。料金授受を行わないなどの条件の下で大映からも承認されている。また、この作品には平成ガメラシリーズで大迫力を演じた螢雪次朗が同役で出演している。

#### 生誕50周年記念映像
- 2015年 「ガメラ」生誕50周年記念映像『GAMERA』（監督：石井克人 / 出演：宮藤官九郎、高橋琉晟）[246]
  - ニューヨーク・コミコン2015での初公開され、50周年記念特設サイトも開設された。2014年秋にKADOKAWAの井上伸一郎やプロデューサーの菊池剛に依頼され、「これは大変そうだと思いつつも、こんな機会はめったにあるものじゃない」と引き受けた石井は、井上の用意したプロットではなく「ゴジラシリーズ」などで実績を持つ都築雄二と相談して独自に作ったプロットを元に、ガメラとギャオスと新怪獣のデザイン案も描いた。石井としては「イリスと似ちゃうかもしれないという危惧もあって、けっこう悩みました」という[247]。
  - 約4分強の内容の制作は、長編映画と同様の段取りに絵コンテやプレビズなど、より細かな作業を経てアニメに近いものとなり、怪獣はすべてCGで表現されている。CG制作のメインにオムニバス・ジャパンを推薦した都築は、CGチームにとって面倒な作業である、厳密にパースを合わせたレイアウトの作成にこだわった。また、舞台となった六本木はCG向けのデータが揃っていなかったため、美術部とCGチームによるロケハンが何度も行われたという[248]。
  - 制作当時、宮藤は自分の撮る映画の準備中だったが、石井の出演依頼を快諾したという。また、石井は完成したばかりの本作品を「今はまだ映像を客観視できない」と評しながらも、「こうすれば怪獣映画は撮れるんだなという手ごたえは感じましたね」と評している[248]。
  - 井上は5年ほど、ガメラの新作映画の製作を模索してきたとされている[170]。

#### 未公開・製作中止作品
- 『ガメラ対氷人』
  - 『大怪獣ガメラ』の次回作として企画された作品。劇中に登場するはずだった「宇宙氷人[注釈 174]」のビジュアルイメージは、同じ大映作品である『大魔神』のコンセプトイメージとしてフィードバックされた[249]。
- 『ガメラ対大邪獣ガラシャープ』
  - 大映の倒産によって中断された昭和シリーズの続編。1971年ごろに『ガメラ対深海怪獣ジグラ』に続く8作目として企画されていた『ガメラ対双頭怪獣W』を、1991年発売のLD-BOXの映像特典として、ハイライトシーンをイラストとミニチュアによるシミュレーション映像と称して映像化した幻の次回作。ストーリー原案は高橋二三、イラスト・怪獣デザインは井上章、監督は湯浅憲明。登場する怪獣は大邪獣「ガラシャープ」と幻のNG怪獣「マルコブカラッパ」である。
  - 『空想科学読本』などで知られる近藤ゆたか[138]が挿絵を担当したストーリーではガラシャープの姿、能力、ストーリーの細部にシミュレーション映像とは差異が見られる[250]。
  - 湯浅・高橋・八木正夫・徳間康快などが協力している書籍では、廃案された『ガメラ対双頭怪獣W』を再利用したプロットが掲載されており、「W」こと「ワイバーン」だけでなく、鯨神[注釈 46]、ネズラ、パイラ星人[注釈 45]も含めた歴代の大映の怪獣・宇宙人系のキャラクターの多くが登場する大規模な構想となっている[24]。
  - 『宇宙怪獣ガメラ』の実質的な続編として設定された漫画作品『マンガボーイズコミックススペシャル：大怪獣ガメラ』にはオリジナル怪獣が複数登場しており、それらの中にはガラシャープ・マルコブカラッパ・ネズラ・パイラ星人[91]を意識したキャラクターも含まれている[注釈 175]。また、二次創作[180]である『ガメラ：最後の希望』でも多数のガラシャープと大型個体が登場している[17]。2006年の製作中止のアニメシリーズ『牙滅羅』でもガラシャープやマルコブカラッパの登場が検討されていた[232]。
- 宇宙怪獣ガメラの後続展開
  - 1980年の『宇宙怪獣ガメラ』は大映の倒産以来の9年ぶりの作品だが、本作の公開後は後続の展開が行われずに新たにシリーズ化されることはなかった[121]。
- 1990年代のVシネマ作品
  - 1991年の『ミカドロイド』[注釈 64]の製作中に原口智生が大映（徳間書店）側からの伝聞で知った企画であり、「平成ガメラ3部作」とは別企画とされている[112]。
- 『地球大破滅（ハルマゲドン）- ガメラVS.不死鳥（フェニックス）』
  - 高橋二三が平成3部作とは異なる独自のプロットを作成し、1994年の公開を目指していた。これが1995年の小説『ガメラ対不死鳥』の原案になった[142]。
  - 高橋はこの原稿を複数の特撮関係者に送っており、その中には『大怪獣空中戦 ガメラ対ギャオス』を絶賛して高橋を激励して一緒に仕事がしたいと述べ（これによって高橋は「ゴジラシリーズ」への劣等感から解放されたという）、1980年代には「大魔神」の復活企画への参加も予定されていた本多猪四郎[252]も含まれていた（高橋二三#来歴・人物を参照）。
  - 上述の通り、高橋はガメラの権利と『ガメラ 大怪獣空中決戦』の製作面を巡って徳間書店側との軋轢の結果、旧来のシリーズの全関係者との連絡を絶っていた[90]。
- 『ガメラ4』
  - 平成3部作の興行成績と[注釈 30]、『ガメラ3 邪神覚醒』の作中において人間の犠牲者を大勢出してしまったことなどが起因して制作中止になり[注釈 29]、『ガメラ4 真実』と類似したプロットを持つとされる[85]。また、当時の徳間書店も経営難に直面しており、上述の通り徳間康快の死去（2000年）をもって大映の各プロパティは角川書店に売却された。
  - 『小さき勇者たち〜ガメラ〜』の企画段階でも、角川側も平成3部作の人気の高さから3部作の続編または同じ世界観での次作を求める声は角川社の内外に存在しており、社内でも路線の変更への支持と反対は半々であったが、平成3部作の方向性と子供の観客層への影響など[注釈 29]に関しては関係者の間でも賛否両論が激しく、シリーズの方向性の修正の必要性、およびマーケットの変化に対応せずに限られた層をターゲットにしたままでは「ガメラというキャラクターが死んでしまう」という危機感が抱かれたこと[注釈 69]もあって平成3部作との決別への必要性が重視され[注釈 75][注釈 76]、3部作の続編や3部作を踏襲した作風は許可されず、該当する世界観上の4作目は作られずに終わった[97]。
  - 金子修介は『ゴジラ-1.0』を監督した山崎貴から『ガメラ4』への展望を質問された際に、「『GAMERA -Rebirth-』が進展している際に企画を持ち込んだことがある」「アイディアはあるが呼ばれない」とコメントして山崎も金子のガメラ作品への参加意欲を示しており、金子は冗談ながらも「ガメラが真珠湾を襲う」というアイディアを明かしている[158][253]。
- 『ゴジラvsガメラ』
  - 徳間書店時代に、生前の徳間康快が平成3部作の制作時にクロスオーバーへの興味を表明し、東宝に企画を打診したとされている[91][92]。その後、大映のプロパティーの商号が徳間書店から角川に譲渡された直後の2002年にも、当時の角川映画の社長であった黒井和男が「大魔神」のリメイク企画と共に発表し、東宝へとオファーされたが実現せず、『小さき勇者たち〜ガメラ〜』[注釈 23]が代わりに制作された[93][95]。「ゴジラシリーズ」のプロデューサーを務めてきた富山省吾は、後年のインタビューにて「需要は把握しているが、製作する側にはメリットがない」と答えている[94]。
  - 金子修介もクロスオーバーの製作を希望しており、「（ガメラが正義でゴジラが悪役だから）ゴジラ派である」と述べている[254]。
- 『小さき勇者たち〜ガメラ〜』の続編
  - 本作は平成三部作からの脱却と原点回帰[108]を意図しており[注釈 76]、三部作の路線を望んだ客層から受け入れられずに興行的に失敗して[167]シリーズ化は実現しなかったが[注釈 27]、ジーダスの他にもオリジナルギャオスの影響で怪獣化した生物が存在することが明記されている[注釈 176]など続編を示唆させる要素は劇場公開当時から存在した[18][114]。
  - 三池崇史による同時期の大魔神の企画も本作の影響で中止になったとされており[109]、結果として『大魔神カノン』に帰結し[110]、三池は2021年の『妖怪大戦争 ガーディアンズ』に大魔神を登場させ[146]、外伝小説である『平安百鬼譚』には「玄武」ことガメラが登場した[11][147]。
- 『ガメラ』（テレビアニメ）
  - 『小さき勇者たち〜ガメラ〜』に合わせてカートゥーンネットワークにて2007年にテレビアニメが放送開始することがアナウンスされた[255][256]。
- 『牙滅羅』（テレビアニメ）
  - 米たにヨシトモが製作する予定だった2006年の26話構成のアニメ企画であり、歴代の本編に登場してきたキャラクター以外にもガラシャープ、マルコブカラッパ、メカニックガメラ軍団などの登場が予定されていた[232]。上記のカートゥーンネットワーク作品と『牙滅羅[注釈 177]』が同一の企画なのか否かは不明瞭である。
- 『ガメラ3D』

- - 坂野義光による『ゴジラ対ヘドラ』[注釈 178]に準ずる3Dのゴジラ作品が企画されたが頓挫し[257][258]、坂野が次に企画した作品として「Follow the Whales 3D」「Jewellers 3D」と共に製作が予定されていた。内容は、ガメラが「ミドラ」と呼ばれる怪獣と戦うものだが、その更に前身のプロットでは、ガメラが怪獣「孫悟空」と共に公害怪獣「ガイラ（ナマゴン）」に立ち向かうものであった[259][260]。これも頓挫し、再度坂野による3Dのゴジラ作品が企画されたが、今度はそれがハリウッドに採用され、2014年の『GODZILLA ゴジラ』となった。
- 2015年の記念映像の前身
  - 井上伸一郎が5年間ほど新規のガメラ映画の製作を目指していたが実現せず、結果的に2015年の50周年記念映像の制作に帰結した[170][110]。上述の通り、ガメラシリーズは経済的な背景からゴジラシリーズとの競合を避けようとしてきた歴史があり、『ガメラ3D』が前身として存在しているなどガメラシリーズの影響を受けている「モンスター・ヴァース」が2014年から開始されており、後続展開としてもガメラシリーズの関係者[注釈 179]による『シン・ゴジラ』と『GODZILLA』が公開されている。
  - 井上は上述の『大魔神カノン』や『Fukushima 50』[261]に携わった他、2015年に小説作品『聖獣戦記 白い影』を出版し、『GAMERA -Rebirth-』などにも携わっている[12]。
- その他
  - 詳細不明の中止になった企画[77]。2014年にも新作の製作が示唆されたが[262]、これらの情報と（井上伸一郎の映画化の企図が前身である[170]）2015年の記念映像との関係性は明らかになっていない。
  - この他に、上述の通り金子修介は『ガメラ4』へのアイディアも有している他にも新たな企画をKADOKAWAに持ち込んでいるが『GAMERA -Rebirth-』の製作が既に進行していた[158][253]。
  - 1996年には樋口真嗣が『ガメラ3』への参加に乗り気でなかったために『ガメラ2.5』という案も企画され、金子と伊藤も打ち合わせに参加していた。ガメラは登場せず、一体の幼体ギャオスと過疎化した農村の老人たちの戦いを描くという『トレマーズ』や2011年の『デンデラ』に似た内容だったとされている。その後、樋口が参加する予定だった押井守[注釈 180]の『ガルム戦記』が中止になり（同企画は2015年の『ガルム・ウォーズ』に引き継がれた）、樋口の『3』への参加が決定した[112]。この「2.5」という数字は『大怪獣激闘 ガメラ対バルゴン COMIC VERSION』や「シーギャオス」が登場する『ガメラ外伝 Ver 2.5』といった漫画作品にも見られる[263]。

#### ゲスト出演
- 『ガメラ対セーラーファイター』
  - 『セーラーファイト!』の第3巻映像特典として収録。
- 『コスプレ戦士キューティ・ナイト』Version1.3 / Version1.0
- 『コスプレ戦士キューティ・ナイト2 帝国屋の逆襲』
  - 「カプセル怪獣・ガメラ」としてゲスト出演し、湯浅憲明や破李拳竜が携わっている。
- 『妖怪大戦争ガーディアンズ外伝 平安百鬼譚』
  - 作中では「玄武」と呼称されているが、「玄武という名でも知られている」や「玄武であって玄武だけでない存在」という表現が取られている[11][147]。
- 『虚実妖怪百物語』
  - 大魔神・ダイモン・加藤保憲・鬼太郎・山村貞子などのキャラクターと共に、実在の存在としてではなく思念体に近い存在としてガメラが登場している[46]。
- その他
  - 上述の通りに様々な媒体にガメラや敵怪獣が実際にゲスト登場しており、『ガメラ4 真実』以外の自主製作映画として1992年の『The Slammie Bros. vs. Godzilla and Gamera』が存在する他、様々なオマージュを含め、『大怪獣東京に現わる』など明確にガメラを意識したと思わしい作品などが多数見られる[48]。音楽面でも多くの楽曲やアルバム名やアーディストの活動名などにてガメラがテーマとして使用されている[注釈 181]。ガメラ (曖昧さ回避)も参照。

### アニメ作品
- 『GAMERA -Rebirth-』（2023年）
  - 『おでかけ子ザメ』[193]および『夜は猫といっしょ』[271]とのコラボレーション（ショートアニメーション）も制作されている[272]。

### 漫画作品
- 1984年 『大怪獣ガメラ』〈永島書店〉
- 1994年 『大怪獣ガメラ』作：寺沢健一郎、画：破李拳竜（月刊マンガボーイズ 1994年11月号 - 1995年2月号掲載）
- 1994年 『おまかせ! ガメラくん』むさしのあつし（てれびくん連載）
- 1999年 『ガメラ2 レギオン襲来 COMIC VERSION』
- 1999年 『ガメラ対モルフォス』Moo.念平（『アニメージュ』1999年1月増刊号に読み切り掲載）[214]
- 1999年 『ガメラ外伝Ver2.5』 島村英靖（少年チャンピオン 1999年14号 - 15号掲載）
- 2003年 『大怪獣激闘 ガメラ対バルゴン COMIC VERSION』近藤和久
- 2006年 『ガメラ2006 HARDLINK』Ark Performance
- 2006年 『ガメラ～小さき勇者たち～プロローグ』
- 2023年 『GAMERA -Rebirth- コードテルソス』カンブリア爆発太郎（ヤングエースUP）

#### コミカライズ作品
- 『大怪獣決闘 ガメラ対バルゴン』馬場秀夫『少年ブック』（集英社）の1967年正月増刊号付録
- 『大怪獣空中戦 ガメラ対ギャオス』中沢啓治　光文社発行の少年誌『少年』の1967年4月号別冊付録「少年コミックス」とB5判サイズの単行本
- 1968年 『ガメラ対宇宙怪獣バイラス』井上智 秋田書店の漫画雑誌『別冊まんが王』とB5判サイズの単行本
- 『ガメラ対大悪獣ギロン』中沢啓治 別冊まんが王 1969年春季号
- 1970年 『ガメラ対大魔獣ジャイガー』一峰大二　『週刊少年チャンピオン』（秋田書店）とB5判サイズの単行本
- 『ガメラ対深海怪獣ジグラ』すずき勝利 別冊冒険王 1971年夏季号
- 1995年1月1日『大怪獣ガメラ1 伝説の巨大モンスター大出現!!の巻』槙村ただし (徳間書店の少年キャプテンコミックススペシャル)
- 1995年2月20日『大怪獣ガメラ2 大怪獣空中戦ガメラ対ギャオスの巻』浜田よしみ (徳間書店の少年キャプテンコミックススペシャル)
- 1995年2月1日『大怪獣ガメラ3 大怪獣決闘ガメラ対バルゴンの巻』小山田つとむ (徳間書店の少年キャプテンコミックススペシャル)
- 1995年3月25日『大怪獣ガメラ4 大怪獣宇宙戦ガメラ対バイラスの巻』槙村ただし (徳間書店の少年キャプテンコミックススペシャル)
- 1995年3月25日『大怪獣ガメラ５：大悪獣決闘ガメラ対ギロンの巻』はまだよしみ (徳間書店の少年キャプテンコミックススペシャル)
- 1995年4月25日『大怪獣ガメラ６：大魔獣激突ガメラ対ジャイガーの巻』小山田つとむ (徳間書店の少年キャプテンコミックススペシャル)
- 1995年4月25日『大怪獣ガメラ7 大怪獣深海戦ガメラ対ジグラの巻』槙村ただし (徳間書店の少年キャプテンコミックススペシャル)
- 1995年4月25日『大怪獣ガメラ８：宇宙最強！！6大怪獣軍団と大乱戦の巻』はまだよしみ (徳間書店の少年キャプテンコミックススペシャル)
- 『別冊コロコロコミック』に掲載された平成ガメラ3部作の伊藤和典脚本に基づくコミカライズ版。公開に先立って読み切り掲載された。
  - 1995年 『ガメラ 大怪獣空中決戦』たかや健二（てんとう虫コミックススペシャル発売）
  - 1996年 『ガメラ2 レギオン襲来』てしろぎたかし（1996年6月てんとう虫コミックススペシャル発売）
  - 1999年 4月号『ガメラ3 邪神＜イリス＞覚醒』Moo.念平（未単行本化）
- 1995年3月25日 『ガメラ大怪獣空中決戦大百科』(立風書房) (立風書房) (『大怪獣空中決戦』の漫画化も含む)
- 2006年 『ガメラ～小さき勇者たち～プロローグ』津島直人（特撮エース15号、未単行本化）[73]
- 2023年 『GAMERA-Rebirth-』貴島煉瓦（タテスクコミック）

#### アメコミック作品
- 1996年 『ガメラ：宇宙の守護神』(Gamera: Guardian of the Universe) [273]
- 2017年 『ガメラ：最後の希望』(Gamera: The Last Hope)
  - 二次創作のグラフィックノベルだが[180]、日本での『ガメラ：宇宙の守護神』が出版時[17]とアロー・フィルムズによるボックス・セットに収録されている[244]。

### ゲーム作品
- 『大怪獣ガメラ伝説: Macintosh&Windowsマシン対応』 (ナツメ社CD-ROMブック)
  - Macintosh&Windows CD-ROM用。
- 1995年3月3日 『ガメラ 大怪獣空中決戦』（メーカー：エンジェル）
  - ゲームボーイ用のシミュレーション作品でスーパーゲームボーイにも対応しており、テレビ画面上にプレイ画面を表示させることも可能だった。平成3部作の世界観ながらも、ギャオス、スーパーギャオス（ 『ガメラ 大怪獣空中決戦』に登場したギャオスの呼称とは別）、バイラス、ギロン、偽ガメラなどの敵怪獣との戦闘が行われる[73]。
- 1995年3月22日 『ガメラ - ザ・タイム・アドベンチャー -』（メーカー：バンダイ）
  - プレイディア用。
- 1995年6月30日 『ガメラ ギャオス撃滅作戦』（メーカー：サミー）
  - スーパーファミコン用。ストーリー・設定は平成ガメラシリーズに基づいているが、昭和ガメラシリーズへのオマージュを含めたステージがある。登場する怪獣はガメラとギャオスのみ。プレイヤーは自衛隊の指揮官となり、ガメラ及びギャオスへの掃討作戦が成功するように指揮する[73]。
- 1997年4月25日 『ガメラ2000』（メーカー：デジタルフロンティア）
  - PlayStation用。タイトルの「2000」はゲームの舞台となる時代が西暦2000年であることから。ストーリー・設定は平成ガメラシリーズに基づいており、「世界各地で大発生した多数のギャオスやギャオスの亜種との戦い」という『G3』を先どったような内容である。ゲームは画面の奥を前方と見なす3Dシューティングで、プレイヤーが直接コントロールするのはガメラではなく戦闘機。ガメラはプレイヤー機の援護役として自機のロックオンに合わせてホーミング弾を放つ。なお、2Pでガメラだけを操作することもできる。当時、同じ3Dシューティングの名作『パンツァードラグーン』に似たゲーム、と評されることが多かった。漫才コンビ「パックンマックン」のパックンが実写ムービーデモに出演したり主人公の一人を演じている[73]。
  - 製作はタイトーが協力し、タイトーサウンドチームのZUNTATAが担当した音楽は高く評価されている[73]。
- 1998年 『The Tower II』（メーカー：OPeNBooK→オープンブック9003）。Classic Mac OS、Windows用。このゲームのプラグインマップに、『ガメラ3』とタイアップした「京都駅ビル GIII」がある。
- 1999年3月25日 『ガメラ ドリームバトル』（メーカー：セガ）
  - 『ガメラ3 邪神覚醒』とタイアップしたドリームキャスト[73]の外部メモリにミニゲームがバンドルされた作品であり[88]、東宝の『モスラドリームバトル』との連結によってモスラやキングギドラとの対決も可能だった[73]。
- 2012年 『ガメラバトル』（メーカー：角川コンテンツゲート、ORATTA アイテム：課金制〈通信費は別途かかる〉）
  - GREE用：2012年1月31日。Mobage用：同年10月18日。ガメラシリーズを題材にした育成&カードバトルであり、『貞子3D』[274]とのタイアップも行われた[73]。
- 2015年11月 『ガメラ対モンギア』（メーカー：セガ）
  - 『モンスターギア』のコラボイベント[275]。
- 2017年10月19日 『巨影都市』（開発元：グランゼーラ、発売元：バンダイナムコエンターテインメント）
  - PlayStation 4用。本作品において、ガメラは人類の脅威「巨影」の一体として登場する。
- 2023年 『青鬼オンライン』
  - 『GAMERA -Rebirth-』とのコラボレーションが行われた[276]。
- 2023-2024年 『ゴジラバトルライン』
  - ガメラ（昭和版とRebirth版）とギャオス（昭和版とRebirth版）とギロンがプレイアブルキャラクターとして参戦している[81][277]。

### カードゲーム
- 2024年 『UNION ARENA（ユニオンアリーナ）』
  - 『GAMERA -Rebirth-』とのコラボレーションが行われた[278]。

### 小説作品
- 1995年 『ガメラ－大怪獣空中決戦』著：伊藤和典、イラスト：開田裕治・樋口真嗣、小学館 スーパークエスト文庫。1995年6月1日 初版第1刷。
- 1995年 『ガメラVS不死鳥（フェニックス）―愛と感動の怪獣戦争（バトル）』著：高橋二三、イラスト：柳柊二、小学館 スーパークエスト文庫。1995年5月1日 初版第1刷[143]。
- 2006年 『僕とトトの物語—映画『小さき勇者たち ガメラ』(角川文庫、2006年発行、ISBN 4043818017)
- 2006年 『ともだち 小さき勇者たち〜ガメラ〜』(エンターブレイン、2006年発行、ISBN 4757728050)
- 2015年 『怪獣文藝の逆襲』
  - 井上伸一郎よる小説『聖獣戦記 白い影』に、バルゴンとジャイガーが出演するアンソロジー。日蓮と関わる存在として「玄武」も言及されている[12]。
- 2023-24年 『小説 GAMERA -Rebirth-』上下巻（瀬下寛之、じん、角川文庫）

### ソノシートのオリジナル音声ドラマ
- 1967年 『ガメラの歌』 朝日ソノラマ（キングレコードレーベル）
- 1968年 『ガメラマーチ』/『ぼくらのガメラ』朝日ソノラマ（大映レコードレーベル）
- 1970年 『ガメラマーチ』/「迫力ドラマ」『ガメラ対ジャイガーの大死闘』（脚本：辻真先）朝日ソノラマ（大映レコードレーベル）

### ムック
- 1999年3月1日 『ガメラ3バニシングブック』 (ロマンアルバム) 徳間書店

### メイキングソフト
- 1995年 『メイキング・オブ ガメラ 大怪獣空中決戦』[73]
- 1996年 『G2 プロダクション・ファイル』[73]
- 特別版LDの特典ディスク
  - 平成3部作の各作品に存在する「特別版」と称された3枚組のLD。『G1』と『G2』の特別版には、九州朝日放送によるバラエティ情報番組『ドォーモ』が制作した特集映像が収録されている[73]。
- 2006年 『Z計画 DVD-BOX』特典ディスク[73]
- 2006年 『トトがガメラになった日』
  - 『小さき勇者たち〜ガメラ〜』のプロモーション用の公式ブログの管理者である、トトの兄弟と妹達の一体のガメ太郎が案内役を務めた[73]。
- 2006年 『小さき勇者たち〜ガメラ〜 DTS メモリアル・エディション 1965-2006』
  - 『小さき勇者たち〜ガメラ〜』のメイキングであり、田崎竜太による制作に関する講座や、蛍雪次郎をキャスターにした歴代の関係者への証言集も収録されている[73]。

### CM
- 1989年ごろ、カルビー『カルコーン』（後の商品名、焼きもろこし）CMに着ぐるみが出演。
- 2010年11月より三井住友海上（MS&ADインシュアランスグループホールディングス）の「GKシリーズ」のCMに出演。スーツは『ガメラ 大怪獣空中決戦』を元に復刻。共演は堀北真希。共演に篠原ゆき子と玄覺悠子。制作陣には若狭新一およびモンスターズ、大橋明、川西純などが参加している[73][279]。

### パチンコ・パチスロ
パチンコ
- 以下、いずれもメーカーはサミーによる製造。
  - 2001年 『CRガメラR』
  - 2001年 『CRガメラS』
  - 2006年 『CRガメラエクストリームバトル』（型式名：CRガメラ+2X）
  - 2009年 『CRガメラTHE BATTLE PACHINKO』（型式名：CRガメラHVJ）

- 以下、メーカーがタイヨーエレックによる製造。
  - 2015年 『CRガメラ』

パチスロ
- 以下、いずれもメーカーはフィールズがロデオブランド（現在はフィールズと提携を解消）で製造。
  - 2000年 『ガメラ』（4号機）
  - 2001年 『オオガメラ』（4号機）
  - 2004年 『ガメラハイグレードビジョン』（4号機）
  - 2010年 『ガメラZS』(5号機)

### その他
- 1995年 『ガメラ 大怪獣空中決戦 Movie The Ride』（タイトー）
  - 『ガメラ 大怪獣空中決戦』に基づいた体感型のアトラクション映像。上映時間は約3分であり、巡回上映されていた。観客は空母「アヴァロン」に搭載された垂直離着陸機であるガンシップの搭乗員となり、捕獲されたが輸送直前に脱走したギャオスをガメラと共に追撃する。ナビゲーターとして平成3部作の草薙浅黄を務めた藤谷文子が出演[73]。
- 2006年　切手

- - 2006年1月にガメラの生誕40周年を記念した『ガメラ40周辺写真付き切手』が発行されたが、諸事情[注釈 182]により、タブの部分にこそガメラの写真が使用されているが切手自体の絵柄はガメラではなかった[73]。
  - 2006年10月に特殊切手『日本映画』シリーズに日本映画の代表格の20作品の一角として「ゴジラシリーズ」と共に本シリーズが選出された[73]。

## ガメラマーチ
『ガメラ対宇宙怪獣バイラス』以降の旧大映ガメラ映画の主題歌。ガメラの強さを歌い、頑張れと励ます内容である。当時大映専務の永田秀雅が作詞、音楽を担当していた広瀬健次郎が作曲した。演奏は大映児童合唱団、大映レコーディングオーケストラ。「大映児童合唱団」とはいうものの、実際にはその辺の子供を連れてきて歌わせたものだと監督・湯浅は語っている。歌詞は3番まであり、1番では「悪魔の虹」、2番では「殺人音波」、3番では「宇宙怪獣」が登場し、それぞれ対バルゴン、対ギャオス、対バイラスを思わせる。それぞれ、「火炎噴射攻撃」、「かみつき攻撃」、「回転ジェットによる体当たり攻撃」が技として挙げられている。
同じ作者、演奏者による『ぼくらのガメラ』も使われた。こちらはガメラの大きさ、各種の技、戦車のような強さ、子供の友達であることを歌っている。
2021年の『ネズラ1964』では、『ガメラマーチ』のオマージュとして『ネズラマーチ』が作成された。

## 「ガメラ」の名を付けられた古生物
20世紀末、中国において、6500万年前の地層から新種の亀の化石が発見され、怪獣ファンでもあるカナダの古生物学者リー・ヴァン・ヴェーレンによって1993年に「シネミス・ガメラ」との学名がつけられた。甲羅の後方左右についている翼状の突起物が飛行する亀を思わせたため、そこから飛行する亀＝ガメラと連想したという。
また、白亜紀後期の北米から発見されている亀である「ガメラバエナ（英語版）」も、やはりガメラに因んで命名されるという経歴を経ている。
なお、とあるノドサウルス科の著名な個体の化石が「Gamera」と名付けられている（英語版）。

## 他シリーズとの関係性
上述の通り、「ガメラシリーズ」の発足は「大魔神シリーズ」、加藤保憲も登場した「妖怪シリーズ」、楳図かずお作品の映画化、『大怪獣ヨンガリ』の制作、エキスプロダクションの設立などにも帰結しており、『コスプレ戦士キューティ・ナイト2 帝国屋の逆襲』などともコラボレーションを行っている。一方で、本シリーズは他社の作品群との関連性も有している場合が散見される。また、上述の通りこれらのシリーズのキャラクターがゲスト登場する外部作品も散見される。
調布市ではガメラ・大魔神・水木しげるによる『ゲゲゲの鬼太郎』や『悪魔くん』のキャラクター群をイメージキャラクターに設定しており、駅の構内やマンホールなど至るところにこれらのキャラクター達が描かれたり関連道具が展示されており、町の応援キャラクターである「ガチョラ」はガメラに因んでデザイン・命名されている。また、これらのキャラクターや（「ガメラシリーズ」と間接的に関係性を有している）山村貞子のプロップなどが同時に展示される場合も見られた。

### キングコング
上述の通り、大映は1952年に戦後の日本における最初のモンスター映画の国内配給である『キング・コング』のリバイバル上映を行い、1954年にも『原子怪獣現わる』を配給しており、『大怪獣ガメラ』を含めて特に昭和の本シリーズはこの両作品から影響を受けている。
1976年版の『キングコング』で使用された ピーター・カレンによるキングコングの鳴き声は、『小さき勇者たち〜ガメラ〜』のガメラの声の一部に使われている。『極地からの怪物 大カマキリの脅威』で使用された生物の鳴き声も、1976年の『キングコング』や『小さき勇者たち〜ガメラ〜』のガメラ、『怪獣大決戦ヤンガリー』のヤンガリーなどに使われている。

### 円谷英二系の作品群

#### ゴジラシリーズとの競合
大映の経済的状況から発生した知名度の格差も相まって、とくに国外では「ガメラシリーズ」は「ゴジラシリーズ」の模倣であるという批判に頻繁に曝されてきたが、上述の通りに両シリーズおよび「ウルトラシリーズ」は関係者の共有も含めて互いに影響し合ってきた経歴を持ち、正式な映画作品として『ゴジラvsガメラ』が企画されたこともあった。また、『怪獣大奮戦 ダイゴロウ対ゴリアス』や『大巨獣ガッパ』や『宇宙大怪獣ギララ』などのその他の円谷の関連作品にも「ガメラシリーズ」との関連性が見られる。
一方で、大映の経済状況は『大怪獣ガメラ』が制作された時点で危機的な状態であったこともあり、本シリーズの展開には「ゴジラシリーズ」との競合性が常に影響を及ぼしてきた。大映が倒産する前からビデオの配給において「ゴジラシリーズ」との競合の回避が図られてきただけでなく、徳間書店による1980年の『宇宙怪獣ガメラ』や（『ゴジラvsガメラ』のオファーが採用されなかったことを受けて制作された）KADOKAWAによる2006年の『小さき勇者たち〜ガメラ〜』は、『メカゴジラの逆襲』や『ゴジラ FINAL WARS』の興行結果の不振によって東宝がゴジラ作品の製作を休止していた時期に製作された。また、「平成ゴジラシリーズ」は本来は『ゴジラvsメカゴジラ』を最終作と予定されていたがトライスター ピクチャーズによる『GODZILLA』の延期でシリーズが延長されており、『ガメラ 大怪獣空中決戦』の製作の開始も『ゴジラvsメカゴジラ』の公開前後と合致していた。「平成ガメラ3部作」の配給も東宝洋画系であり、「ゴジラシリーズ」の配給を行っていた東宝邦画系よりも上映館数も大幅に少なかった。2015年がガメラの生誕50周年であったが、本来は映画化を目指していたものの新規の映画作品は製作されておらず、一方で「ゴジラシリーズ」は、『ガメラ3D』が前身の企画として存在し金子修介も「平成ガメラ3部作」との類似性を認識している『モンスター・ヴァース』が2014年から開始され、以降も樋口真嗣自身による『シン・ゴジラ』などの劇場公開作品および定額制動画配信サービスの両方において継続的に展開されている。2023年に（『GODZILLA』三部作を手掛けた瀬下寛之による）『GAMERA -Rebirth-』が配信されたNetflixにおいても、『ゴジラ S.P ＜シンギュラポイント＞』が2021年に配信されていた。
また、『宇宙怪獣ガメラ』と『ガメラ3 邪神覚醒』と『小さき勇者たち〜ガメラ〜』が制作・公開された時期は「ゴジラシリーズ」の休眠および怪獣映画というジャンル自体の人気が低迷している時期（「怪獣映画の冬」）でもあったとされている。
さらに、大映の経営状況を圧迫した顕著な原因の一つである興行網の弱さゆえに、大映作品の配給には松竹や東宝や東映の映画館の利用が必須であり、大映がこの状況を改善するために「大映興業株式会社」の発足を狙っても、他会社との競合ゆえに優良物件を得られることはなく、上述の通り大映の倒産後も大映の各フランチャイズは東宝を含む他会社の配給体制に依存してきた。

#### 昭和のゴジラシリーズ
上述の通り、永田雅一と円谷英二は1930年代初頭からの交流があり、円谷・有川貞昌・荒木秀三郎は公職追放や東宝争議などを経て『虹男』と『透明人間現わる』の撮影をもって大映に入社しようとしていたが結果的に断念している。永田雅一の主導による「六社協定」の締結以降は円谷が大映作品に関与することもなくなったが、上述の通り円谷の関係者には「ガメラシリーズ」に後に関与することになる面々がおり、「ガメラシリーズ」やその他の大映特撮の関係者も「ゴジラシリーズ」や「ウルトラシリーズ」に関わることになっていった。また、上述の通り『鯨神』や「大魔神」などに携わった伊福部昭の門下には山内正なども含まれている。
本多猪四郎が『大怪獣空中戦 ガメラ対ギャオス』を絶賛して高橋二三を激励して一緒に仕事がしたいと伝えたエピソードもあり、本多と高橋は後述の『ガメラ対不死鳥』の際にも交流を行い、1980年代には本多が「大魔神」を制作する話もあった。
昭和の「ゴジラシリーズ」の後期には「ガメラシリーズ」からの影響を受けた複数の特徴が存在しており、より正義の味方的な立ち位置になったゴジラ、人間との交流を特色とする「ミニラ」や東宝自身の亀をモチーフにした怪獣の「カメーバ」の登場、（『モンスター・ヴァース』の前身である『ガメラ3D』の製作を予定していた坂野義光による）『ゴジラ対ヘドラ』におけるゴジラの飛行、作風の変化、より奇抜になった敵怪獣、（湯浅憲明と同門で『ガメラマーチ』の影響を受けている）関沢新一による『怪獣マーチ』の導入、円谷英二がキリスト教への信仰ゆえに嫌っていたにもかかわらず増加した流血描写などが「ガメラシリーズ」からの影響として指摘されている。

#### 平成以降のゴジラシリーズ
上述の通り、「平成ガメラ3部作」は日本特撮の最高峰と見なされ、「ゴジラシリーズ」や「ウルトラシリーズ」や「仮面ライダーシリーズ」など以降の特撮界全体への影響も多大であったとされている。平成3部作が人気を博した理由の一つとして、金子修介自身も含む熱心な特撮ファンの中には当時の「平成ゴジラシリーズ」に満足していなかった人々が少なからず存在したこともあったと評されている。一方で、平成3部作の作風と方針には金子たちの「ゴジラシリーズ」や他の東宝特撮を好むが対照的に（昭和の）ガメラ作品やガメラのキャラクター性などを好まない趣向が作用しており、『ガメラ 大怪獣空中決戦』の企画段階から企画の頓挫や金子の降板にも帰結しかねない程の軋轢や賛否両論が多く存在し、これが『小さき勇者たち〜ガメラ〜』の制作方針にも多大な影響を及ぼした。
『ゴジラvsスペースゴジラ』、『ゴジラvsデストロイア』、『ゴジラ2000 ミレニアム』、『ゴジラ×メガギラス G消滅作戦』、金子自身による『ゴジラ・モスラ・キングギドラ 大怪獣総攻撃』、樋口真嗣自身の『シン・ゴジラ』、『ゴジラ-1.0』などの東宝主体の作品に「平成ガメラ3部作」の影響が指摘されている他にも、後述の通りレジェンダリー・ピクチャーズによる「モンスター・ヴァース」は前身の企画の一つとして『ガメラ3D』が存在したなどの影響力が見られる。また、ガメラの声のエフェクトが『ゴジラvsキングギドラ』においてゴジラザウルスの鳴き声に流用されている。
徳間書店やKADOKAWAによる『ゴジラvsガメラ』のオファーが実現しなかったために制作された『小さき勇者たち〜ガメラ〜』の主要な敵怪獣の「ジーダス」には意図的にゴジラやトライスター ピクチャーズのゴジラやジラースを含む東宝系統の怪獣を意識した意匠が込められた。
上述の「モンスター・ヴァース」には、前身の企画の一つとして（『ゴジラ対ヘドラ』でガメラを意識してゴジラを飛行させた坂野義光による）『ガメラ3D』が存在していた。渡辺謙も出演しており、このシリーズにおけるゴジラや敵怪獣や登場キャラクターの設定や描写には金子修介作品（平成ガメラシリーズおよび『ゴジラ・モスラ・キングギドラ 大怪獣総攻撃』）との類似点が指摘され、金子自身も類似性を認識している。また、『ゴジラ キング・オブ・モンスターズ』のコンセプトアートの一つにはガメラに酷似した怪獣またはガメラ自身が描かれており。また、ジャレッド・クリシェフスキーによれば、『ゴジラxコング 新たなる帝国』に登場した冷凍怪獣のシーモ（Shimo）は製作段階でバルゴンの影響を受けているとされる。
令和初の作品である『GAMERA -Rebirth-』においては、スマートフォン用のアプリゲーム『ゴジラバトルライン』との公式コラボレーションが実現し、ガメラ（昭和版とRebirth版）とギャオス（昭和版とRebirth版）とギロン（Rebirth版）がプレイアブルキャラクターとして参戦している。上記の2002年の際とは逆に、今回は東宝側が角川側にコラボレーションを提案した。

#### 昭和のウルトラシリーズ
上述の通り、円谷英二は永田雅一との付き合いも長く、円谷と有川貞昌は一度は大映に入社しようとしており、2021年の作品『ネズラ1964』にはモデル名こそ名言されていないが円谷を意識したキャラクター（古谷敏演）が登場している。そして後には大映側からも円谷側の作品に関与する事例が出始め、湯浅憲明は『ウルトラマン80』や『アニメちゃん』や『コメットさん』に携わっている。
ガメラと同様に「第一次怪獣ブーム」を経て「巨大な特撮ヒーロー」として確立された円谷系の「ウルトラマン」もデビューの時期は近く、『大怪獣ガメラ』の翌年には（大映から円谷プロダクションに移籍した的場徹なども参加した）『ウルトラQ』が放送開始され、『大怪獣決闘 ガメラ対バルゴン』の公開も『ウルトラマン』の放送開始よりも数ヵ月の差だが先行している。そして、「ウルトラシリーズ」が「ガメラシリーズ」から受けただろう影響も指摘されている。
『実相寺昭雄監督作品ウルトラマン』は『宇宙怪獣ガメラ』の製作に影響を与え、実相寺は『帝都物語』や『ウルトラマンマックス』にも参加している。

#### 平成以降のウルトラ・仮面ライダー・スーパー戦隊シリーズ
「平成ガメラ3部作」の後続の「ウルトラシリーズ」と「仮面ライダーシリーズ」への影響は特に大きいとされ、長谷川圭一は「（平成ガメラ3部作がなかったら）以降の「ウルトラシリーズ」と「仮面ライダーシリーズ」は今の形にはならなかった」と述べている。平成3部作の製作を経て得られた特撮の知見や技術が以降の様々な作品で使われており、たとえば「バタンコ」と呼ばれるビルを倒壊させる仕掛けも「ガメラ用語」とされている。また、「ガメラシリーズ」のキャラクターを意識したキャラクターが導入される事例も見られる（ウルトラマンガイアの登場怪獣・ウルトラマンダイナの登場怪獣も参照）。
「平成ガメラ3部作」は、かつて頓挫して上述の実相寺昭雄に引き継がれた『ウルトラQ』の企画を経ており、これが『ウルトラQ ザ・ムービー 星の伝説』の前身となった。この没企画には企画段階も含めれば金子・伊藤・樋口の全員が携わっており、他にはじんのひろあきや島田満なども関与していた。
平成3部作の特撮技術には湯浅憲明らも携わっていた『ウルトラマン80』のノウハウが特に大きく活かされており、後述の通り『ウルトラマンパワード』などの「ウルトラシリーズ」も各関係者の集合の契機になった。その後、『ウルトラマンティガ』などの制作に平成ガメラ三部作を経験したスタッフも携わり始めて「ウルトラ特撮」がレベルアップしたとされている。
湯浅の遺作であり「湯浅博士」というキャラクターでも登場している『コスプレ戦士キューティ・ナイト2 帝国屋の逆襲』には「カプセル怪獣ガメラ」がゲスト出演しており、月刊マンガボーイズにて『大怪獣ガメラ』に携わった破李拳竜がガメラを演じていた。「カプセル怪獣」という呼称は『ウルトラセブン』にて同名の称号を持つ怪獣に使われている。
『ウルトラマン対仮面ライダー』は「平成ガメラ3部作」に影響を与えた作品群の一つとして挙げられており、この作品には三池敏夫、松本肇、林方谷が参加しており、樋口真嗣も本作に強く刺激を受けている。また、寒河江弘が『ガメラ 大怪獣空中決戦』に参加したきっかけは『仮面ライダーJ』と『超獣戦隊ライブマン』に共に参加した林方谷の影響であり、林自身は『ガメラ対深海怪獣ジグラ』などにも携わってきた。
これら以外にも、「平成ガメラ3部作」には『ウルトラマン80』以来となる特撮テレビシリーズの『電光超人グリッドマン』の影響もあるとされ、長谷川圭一などの「平成ガメラ3部作」の関係者と上述の鷺巣詩郎は『SSSS.GRIDMAN』などに参加している。
上述の実相寺昭雄も携わっていた『ウルトラマンマックス』では、金子修介が担当した第11話「バラージの預言」にて、テレビ上でのオンエア限定版にてガメラとゴジラの玩具が登場し、平成ガメラ三部作で草薙浅黄役を務めた藤谷文子も客演している。この場面は角川と東宝が共に了承して実現したものの、DVDには収録しないという条件下で制作されており、本放送後は一部の再放送でノーカット版が使用されたに止まっている。
『小さき勇者たち〜ガメラ〜』は「仮面ライダーシリーズ」や「スーパー戦隊シリーズ」で知られる田﨑竜太の監督作品であり、本作には制作上の関連性がある（小さき勇者たち〜ガメラ〜#他の映画・テレビ作品との関連性も参照）。また、本作の興行結果が原因で中止になった三池崇史の大魔神の企画が再利用された『大魔神カノン』にも三池敏夫や鈴村展弘などの「仮面ライダーシリーズ」や「スーパー戦隊シリーズ」の関係者が関与している。鈴村は田﨑の後輩でもあり、鈴村の関係者が撮影する予定だった詳細不明のガメラ作品が製作中止になっている。
また、庵野秀明と樋口真嗣は『シン・ゴジラ』に引き続いて『シン・ウルトラマン』も制作している。

#### 共演事例
『ゴジラ・ガメラ・ウルトラマン!怪獣クイズだ大集合!!』の様にガメラや大魔神や他シリーズのキャラクターたちに焦点を当てたテレビ番組も見られた。
この他にも、後述の「モンスター・ヴァース」も含めて「ゴジラシリーズ」内でガメラを意識した描写が何度か見られたり、『大怪獣東京に現わる』のように多数の作品に見られる両キャラクターへのオマージュの他にも、（東宝側が逆にオファーした）『ゴジラバトルライン』や『ガメラ ドリームバトル』の様に直接の本編やシリーズ作品ではないが両キャラクターの版権元や関係者が携わっている事例や外部作品で両キャラクターの直接的または疑似的な共演歴がある。

### 怪獣ブームと妖怪ブーム
上述の通り、ガメラの生みの親の一角である永田雅一が主導した「六社協定」の影響で東宝以外の会社は「ゴジラシリーズ」の成功を安易に追従できない状況に置かれていたが、大映による1962年の『鯨神』と1965年の『大怪獣ガメラ』以降に他会社による怪獣作品が（特撮の技術やノウハウなどを有していないはずにも関わらず）急増しており、大映が円谷英二の協力を得ることを敢えて避けた一方で、『大巨獣ガッパ』と『宇宙大怪獣ギララ』も含めて円谷や円谷のチームが他会社に「六社協定」を回避して協力していただろうことは村瀬継蔵等の当時の特撮関係者からは明らかだったという。そして、前述の通り、政界への政界への影響力も強い永田雅一が日本映画の海外への輸出を促進させるために「映画輸出振興協会」の設立に尽力したのも日本映画界の復興を目的としており、日本政府も外貨獲得の手段として怪獣・特撮作品に着目していたことも相まって、「ガメラ」と「大魔神」のシリーズ化も含めて1966-1967年に政府による税金を用いた融資を経て怪獣作品が量産され、「第一次怪獣ブーム」が発足した。
一方で、「怪獣ブーム」の一角を担ったガメラシリーズと大魔神シリーズだが、主要な映画会社の五社が特にガメラシリーズの成功後に一斉に怪獣系作品に傾倒したためにイメージやアイディアが枯渇し始め、1968年に怪獣映画を製作していたのは大映と東宝だけであった。また、海外市場の開拓のための日本政府からの補助金に頼っていた「怪獣ブーム」の反動が大きく、東京オリンピックの影響や『ウルトラシリーズ』などの人気作品によってテレビ業界が隆盛したことによって、予算の減少も含めて日本映画界全体が制作環境の激変を経て停滞し始めていた。
「第一次怪獣ブーム」と「第二次怪獣ブーム」の貢献者には大映とピープロダクションの出身者も含めたガメラシリーズの直接的・間接的な多数の関係者が携わっており、またこれらの「怪獣ブーム」を大映特撮と共に構成した作品群の中には、関係者の共有や製作面の事情も含めてガメラシリーズと直接的・間接的な関連性を持つ物も多数含まれており、「ゴジラシリーズ」や「ウルトラシリーズ」や「仮面ライダーシリーズ」以外にも、下記のドラマ版『悪魔くん』（鬼太郎#他作品への登場も参照）、『アイアンキング』、円谷英二のチームも携わった『大巨獣ガッパ』と『宇宙大怪獣ギララ』と『怪獣大奮戦 ダイゴロウ対ゴリアス』、『ファイヤーマン』、大映とピープロダクションの関係者の作品群、『デビルマン』、『ジャイアントロボ』。また、「第二次怪獣ブーム」の終焉のきっかけの一つになった『マジンガーZ』も、『虚実妖怪百物語』でも言及されており、『ゴッドマジンガー』は大魔神からの影響を受けている。
また、（「第一次怪獣ブーム」の影響を受けた）水木しげるの『ゲゲゲの鬼太郎』や『悪魔くん』、楳図かずお作品を筆頭とする怪奇作品の人気が高まっており（妖怪ブーム）、特に「第一次怪獣ブーム」の一角であり（1989年のアニメ版と共に大映の大魔神を意識したキャラクターも登場した）ドラマ版『悪魔くん』は水木自身の『ゲゲゲの鬼太郎』フランチャイズも含めてテレビ業界全体への影響力が顕著であったなど注目度も高く、各映画会社もより小規模な小道具類で事足りる妖怪系作品に注目した。大映も水木と楳図とのタイアップを行い、ガメラシリーズや大魔神シリーズの関係者も携わって「妖怪シリーズ」などを制作し、「妖怪ブーム」の形成に貢献した。
なお、日本の映画産業の低迷は「怪獣ブーム」も貢献したテレビの隆盛だけでなく、日本経済の景気後退の悪影響を受けた部分もある。大映の倒産とガメラシリーズの中断後に、湯浅憲明はこれまでの経験を活かして「怪獣ブーム」の関連作品も含めてテレビ業界での手腕を発揮し、上述の通りに唐沢俊一は湯浅を「テレビ業界における最大のヒットメーカーの一人」と評している。

### スタジオジブリ
徳間書店の時代は本シリーズもスタジオジブリも共に徳間書店のプロパティであったため、、平成3部作がジブリ系作品から配給面での影響を受けたり、上述の『ゴジラ対ガメラ』を提案した徳間康快の経歴として東宝によって配給された『もののけ姫』などがあり、『巨神兵東京に現わる』では『ガメラ 大怪獣空中決戦』で使用された東京タワーの造形物を再利用することも企図されており、結果的には『巨神兵東京に現わる』の公開時にいくつかの劇場で東京タワーのモデルが展示されたこともあった。『式日』もスタジオジブリ系の作品であり、企画段階も含めてガメラシリーズの関係者（徳間康快、藤谷文子、庵野秀明、川井憲次、尾上克郎、林田裕至、伊藤進一、樋口真嗣など）が関与している。また、KADOKAWA時代ではあるが、『GAMERA -Rebirth-』のキャラクターデザインも田中直哉と片塰満則の影響でジブリ作品に近い要素が取り入れられた。
なお、宮崎駿も子供の頃に劇場で『ガメラ対宇宙怪獣バイラス』を鑑賞しており、その子供向けの荒唐無稽さなストーリーが強く印象に残ったことを（『ガメラ対モルフォス』も掲載された）アニメージュでのインタビューにて明かしているが、『ガメラ対宇宙怪獣バイラス』も『未来少年コナン』も共に『トム・ソーヤーの冒険』の影響を受けていて、『ガメラ対バイラス』と『未来少年コナン』にはプロット上の類似性が見られる。

### ホラー系作品
『ガメラ3 邪神覚醒』の作風は明確にホラー映画を意識しており、この理由として前2作の興行成績と、当時は「怪獣映画」というジャンルの人気自体に陰りが出ていたこと、対照的に子供たちの間でホラー作品が人気であったことが関係しており、金子修介や平成3部作の関係者も携わったり後に「ガメラシリーズ」と間接的に関係性を持つことになった『リングシリーズ』や『学校の怪談シリーズ』の他にも『ほんとにあった怖い話』などの人気の影響を受けている。また、イリスのデザインも含めて『デビルマン』を意識している部分もあるとされる。
『学校の怪談3』は金子が監督を務めただけでなく「平成ガメラ3部作」の関係者の関与も多く見られ、『ガメラ3 邪神覚醒』が『学校の怪談』を意識した背景には市川南の影響力もあった。後年のインタビューにて、金子はサンダンス・カンパニーの古澤利夫との交流もあって、もし『ガメラ 大怪獣空中決戦』がなかったら第1作目の『学校の怪談』を担当する予定だったと述べており、『学校の怪談3』を金子が監督した経歴として、『ガメラ3 邪神覚醒』の制作の延期と平山秀幸が『愛を乞うひと』の撮影で多忙になったことが関係しているとされる。

### 平成3部作の関係者の作品
「平成ガメラ3部作」で得られたノウハウや経験などは3部作の関係者自身の後続の作品群にも活かされている。
金子修介は3部作の以降も上述の『ウルトラマンマックス』も含めた「ウルトラシリーズ」『ゴジラ・モスラ・キングギドラ 大怪獣総攻撃』『学校の怪談3』『クロスファイア』『あずみ2 Death or Love』『神の左手 悪魔の右手』「デスノートシリーズ」『スカイハイ2』などの特撮技術を用いた作品を手掛けている。また、上述の通り金子の作品である『みんなあげちゃう♡』にもガメラを登場させることが検討されていた。同作には樋口真嗣も関与しただけでなく金子は当初は伊藤和典に脚本をオファーしており、同作の制作を経て金子は円谷プロダクションとのコネクションを有することになって結果的に平成ガメラ3部作の制作に影響を及ぼした『ウルトラQ ザ・ムービー 星の伝説』の企画に繋がったことからも、金子は『みんなあげちゃう♡』も平成3部作に繋がる作品群の一つとして挙げている。
樋口真嗣の後続作品にも平成ガメラ3部作の影響が見られる作品は散見され、たとえば『シン・ゴジラ』、『シン・ウルトラマン』、『巨神兵東京に現わる』、『ローレライ』、『日本沈没』、（ギャオスが諫山創の巨人のイメージに影響を与えた）『進撃の巨人』などが含まれる。
また、これまで「ガメラシリーズ」や『大魔神カノン』などに携わってきた井上伸一郎によると、井上が製作総指揮を務め三池敏夫なども参加した『Fukushima 50』には平成ガメラ三部作へのオマージュが込められているとされる。

### 高橋留美子作品
後述の通り、金子修介と伊藤和典と押井守は『うる星やつら』を筆頭に「平成ガメラ3部作」の以前から交流があり、実際に『うる星やつら』のいくつかの描写は平成3部作に応用されており、押井が『G2』の撮影に参加する予定もあった。金子たちの交流だけでなく、『うる星やつら』には実際にガメラやギャオスや大魔神が何度かゲスト登場している。
『犬夜叉』でも「玄武」の回転攻撃がガメラの描写と類似しており、劇場版『紅蓮の蓬莱島』にも玄武をモチーフにした巨大で火球を吐く亀型の剛羅が登場している。そして『虚実妖怪百物語』では、ガメラと大魔神とダイモンが犬夜叉や殺生丸と僅かながらも共演している。『鯨神』や『大魔神』の音楽を担当し、山内正なども教えた伊福部昭の生徒の一人は『犬夜叉』や『ゲゲゲの鬼太郎』等を担当してきた和田薫である。

### デジモンシリーズ
『小さき勇者たち〜ガメラ〜』と『デジモンテイマーズ』と『ウルトラマンティガ』の脚本に影響を与えた「小中ガメラ」は小中千昭・小中和哉兄弟が（伊藤和典らが携わる以前の）『ガメラ 大怪獣空中決戦』の最初期の脚本であり、『GAMERA -Rebirth-』にも「小中ガメラ」とのプロット上の複数の類似性が見られる。
また、『ガメラ3 邪神覚醒』は『デジモンアドベンチャー』と同日に封切られており、前者の関係者は後者に強く感銘を受けたとされている（ガメラ3 邪神覚醒#評価を参照）。

### その他
上述の通り、大映の倒産によって徳間書店には特撮のノウハウが残されていなかったとされており、「平成ガメラ3部作」の制作には各関係者の過去の作品群での経験や知見や交流の経歴が活かされている。上述の「（湯浅憲明も携わった『ウルトラマン80』やを中心とする）「ウルトラシリーズ」および『みんなあげちゃう♡』、「仮面ライダーシリーズ」、『超獣戦隊ライブマン』、『電光超人グリッドマン』、『帝都物語』や『ミカドロイド』の他にも、『うる星やつら』と押井守の関連企画、「ゴジラシリーズ」、ガイナックス（旧DAICON FILM）作品、『ゼイラム』および『未来の想い出』、『ガンヘッド』、『孔雀王 アシュラ伝説』、『妖獣大戦』などが「平成三部作に繋がる作品」の代表として挙げられている。
なお、『ガメラ 大怪獣空中決戦』の企画の初期（「小中ガメラ」）には『進め!電波少年』とのコラボレーションが検討され、「バウバウ」がマスコット怪獣として本作への登場も考案されていた。
この他にも、「平成ガメラ3部作」は『戦姫絶唱シンフォギアXD UNLIMITED』とのコラボレーション企画の『ガメラ 大怪獣絶唱』を行っており、非公式ではあるが『ガメラ3 邪神覚醒』の後のストーリーが展開されている。